# Segunda División de México 2020-21
La Temporada 2020-2021 de la Segunda División de México, llamada oficialmente Liga Premier, fue el 45.º torneo de la competencia correspondiente a la LXXI temporada de la categoría. Esta temporada fue disputada de forma unificada por 25 equipos, los cuales durante el ciclo futbolístico anterior habían competido de manera separada en la Serie A y Serie B, debido a la salida de diversas escuadras de ambas ramas, se tomó la decisión de celebrar esta temporada en un único torneo.

## Sistema de competición
El sistema de competición de este torneo se desarrolla en dos fases:
- Fase de calificación: que se integra por las 22 o 26 jornadas del torneo regular, disputadas en dos fases, una de ida y otra de vuelta, compuestas de 11 o 13 fechas respectivamente. Durante esta ronda se enfrentarán los integrantes de sus respectivos grupos.
- Fase final: que se integrará por los partidos de ida y vuelta en rondas de cuartos de final, de semifinal y final de Ascenso

### Fase de calificación
En la fase de calificación se observa el sistema de puntos. La ubicación en la tabla general está sujeta a lo siguiente:
- Por juego ganado se obtienen tres puntos (si el visitante gana por diferencia de 2 o más goles se lleva el punto extra).
- Por juego empatado se obtiene un punto (en caso de empate a 2 o más goles se juegan en penales el punto extra).
- Por juego perdido no se otorgan puntos.

El orden de los clubes al final de la Fase de Calificación del torneo corresponderá a la suma de los puntos obtenidos por cada uno de ellos y se presentará en forma descendente. Si al finalizar las 30 jornadas del torneo, dos o más clubes estuviesen empatados en puntos, su posición en la Tabla general será determinada atendiendo a los siguientes criterios de desempate:
1. Mejor diferencia entre los goles anotados y recibidos.
2. Mayor número de goles anotados.
3. Marcadores particulares entre los Clubes empatados.
4. Mayor número de goles anotados como visitante.
5. Mejor ubicado en la Tabla general de cociente.
6. Tabla Fair Play.
7. Sorteo.

Para determinar los lugares que ocuparán los clubes que participen en la fase final del torneo se tomará como base la Tabla de Cocientes.
Participarán automáticamente por el título de Campeón de la Liga Premier los cuatro primeros lugares de cada uno de los dos grupos, siempre y cuando estén certificados para ascender a la Liga de Expansión MX.

### Fase final

#### Fase final de Ascenso
Los ocho clubes calificados para cada liguilla del torneo serán reubicados de acuerdo con el lugar que ocupen en la Tabla General de Cocientes de la Temporada al término de la jornada 26, con el puesto del número uno al club mejor clasificado, y así hasta el #8. Los partidos a esta fase se desarrollarán a visita, en las siguientes etapas:
- Cuartos de final
- Semifinales
- Final

Los clubes vencedores en los partidos de cuartos de final y semifinal serán aquellos que en los dos juegos anoten el mayor número de goles. De existir empate en el número de goles anotados, la posición se definirá a favor del club con mayor cantidad de goles a favor cuando actúe como visitante.
Si una vez aplicado el criterio anterior los clubes siguieran empatados, se observará la posición de los clubes en la tabla de cocientes.
Los partidos correspondientes a la Fase final se jugarán obligatoriamente los días miércoles y sábado, y jueves y domingo eligiendo, en su caso, exclusivamente en forma descendente, los cuatro clubes mejor clasificados en la Tabla de cocientes al término de la jornada 26, el día y horario de su partido como local. Los siguientes cuatro clubes podrán elegir únicamente el horario.
El club vencedor de la Final y por lo tanto campeón, será aquel que en los dos partidos anote el mayor número de goles. Si al término del tiempo reglamentario el partido está empatado, se agregarán dos tiempos extras de 15 minutos cada uno. De persistir el empate en estos periodos, se procederá a lanzar tiros penales hasta que resulte un vencedor.
Los partidos de cuartos de final se jugarán de la siguiente manera:
2° vs 7° 
3° vs 6° 
En las semifinales participarán los cuatro clubes vencedores de cuartos de final, reubicándolos del uno al cuatro, de acuerdo a su mejor posición en la Tabla de cocientes al término de la jornada 26 del torneo, enfrentándose:
2° vs 3°
Disputarán el título de Campeón de la temporada los dos clubes vencedores de la fase semifinal correspondiente, reubicándolos del uno al dos, de acuerdo a su mejor posición en la Tabla de cocientes al término de las 26 jornadas del torneo.

## Cambios
- Participarán 25 equipos en esta temporada.[1]
- Tepatitlán Fútbol Club y Tlaxcala Fútbol Club fueron invitados a participar en la Liga de Expansión MX, por lo que dejaron esta categoría.[2]
- Colima Fútbol Club y Mazorqueros Fútbol Club entraron a la Liga Premier como equipos de expansión.[3]
- Atlético San Francisco, Calor, Coras de Nayarit, La Paz, Murciélagos, Nuevo Chimalhuacán, Sporting Canamy, UACH, UAT y Yalmakan solicitaron el congelamiento de sus franquicias debido a problemas económicos como consecuencia de la pandemia de coronavirus.[4]
- Dorados de Sinaloa "B", Mineros de Zacatecas "B" Atlético Bahía, Deportivo Cafessa y Real Canamy Tlayacapan desaparecieron.[5]
- La escuadra de Club Universidad Nacional Premier fue tomada como base para la creación de Pumas Tabasco en la Liga de Expansión, por este motivo el equipo de la Liga Premier desapareció.[6]
- Atlético Reynosa había sido confirmado como participante de la temporada, luego de no haber sido aceptado en la Liga de Expansión MX. Sin embargo, el  18 de agosto anunció que no competirá debido a problemas económicos.[7]
- Chapulineros de Oaxaca abandonó las competencias organizadas por la Femexfut para integrarse en la Liga de Balompié Mexicano.[8]
- Atlético Irapuato fue renombrado como Club Deportivo Irapuato debido a cambios en la propiedad del club.[9]
- Cafetaleros de Chiapas "B" se convirtió en el equipo principal de la institución luego del traslado del equipo del Ascenso MX a Cancún, en donde pasó a llamarse Cancún Fútbol Club.[10][11]
- La franquicia de Real Zamora fue reactivada, sin embargo, cambió de nombre y sede, siendo reubicada en  el Estado de Hidalgo, con el nombre de Azores de Hidalgo Fútbol Club.[12]
- El 23 de enero de 2021 el club Azores de Hidalgo renunció a seguir participando en la categoría, por lo que la directiva devolvió su franquicia a sus propietarios originales, estos lograron un acuerdo con el club Inter de Querétaro para que tome ese lugar en la competencia, aunque, oficialmente el nuevo equipo participa en la temporada con el registro original.[13][14]

## Equipos participantes

### Ascensos y descensos
| Pos | a la Tercera División |
| --- | --------------------- |
| x   | Cancelado             |

| Pos | de la Tercera División |
| --- | ---------------------- |
| x   | Cancelado              |

| Pos | del Ascenso MX |
| --- | -------------- |
| X   | Cancelado      |

| Pos | a la Liga de Expansión MX |
| --- | ------------------------- |
| 1°  | Tepatitlán                |
| 2°  | Tlaxcala                  |

### Equipos por Entidad Federativa
Se muestran las localizaciones en mapa de equipos de la Segunda División de México 2020-2021.
Para la temporada 2020-2021, la entidad federativa de la República Mexicana con más equipos en la Liga Premier es Jalisco con cuatro equipos.
| Entidad Federativa | N.º | Equipos                                               |
| ------------------ | --- | ----------------------------------------------------- |
| Jalisco            | 4   | Cafessa Jalisco, Leones Negros B, Mazorqueros y Tecos |
| Michoacán          | 3   | Aguacateros CDU, La Piedad y Zitácuaro                |
| Estado de México   | 2   | Ciervos y Deportivo Dongu                             |
| Hidalgo            | 2   | Azores de Hidalgo y Cruz Azul Hidalgo                 |
| Quintana Roo       | 2   | Inter Playa y Pioneros                                |
| Zacatecas          | 2   | Mineros de Fresnillo y UAZ                            |
| Chiapas            | 1   | Cafetaleros de Chiapas                                |
| Ciudad de México   | 1   | Cañoneros Marina                                      |
| Coahuila           | 1   | Saltillo                                              |
| Colima             | 1   | Colima F.C.                                           |
| Durango            | 1   | Durango                                               |
| Guanajuato         | 1   | Irapuato                                              |
| Morelos            | 1   | Cuautla                                               |
| Querétaro          | 1   | Inter Querétaro                                       |
| San Luis Potosí    | 1   | Atlético de San Luis "B"                              |
| Sonora             | 1   | Cimarrones "B"                                        |
| Tamaulipas         | 1   | Gavilanes                                             |

### Información sobre los equipos participantes

#### Grupo 1
| Equipo                   | Entrenador            | Ciudad                           | Fundación      | Estadio                          | Capacidad | Filial                     |
| ------------------------ | --------------------- | -------------------------------- | -------------- | -------------------------------- | --------- | -------------------------- |
| Atlético de San Luis "B" | Luis Francisco García | San Luis Potosí, San Luis Potosí | 2019 (5 años)  | Alfonso Lastras Ramírez          | 25 709    | Atlético de San Luis       |
| Cimarrones "B"           | José Islas            | Hermosillo, Sonora               | 2015 (9 años)  | Héroe de Nacozari                | 18 747    | Cimarrones de Sonora F. C. |
| Colima F.C.              | René Isidoro García   | Colima, Colima                   | 2020 (5 años)  | Olímpico Universitario de Colima | 11 812    |                            |
| Durango                  | Jaír Real             | Durango, Durango                 | 1997 (28 años) | Francisco Zarco                  | 18 000    |                            |
| Gavilanes                | Jorge Martínez Merino | Matamoros, Tamaulipas            | 2011 (13 años) | El Hogar                         | 22 000    |                            |
| La Piedad                | Jorge Guerrero        | La Piedad, Michoacán             | 1951 (73 años) | Juan N. López                    | 13 356    |                            |
| Leones Negros "B"        | Víctor Hugo Mora      | Zapopan, Jalisco                 | 2013 (11 años) | Club Deportivo U. de G.          | 3 000     | Leones Negros UDG          |
| Mazorqueros              | Mario Trejo           | Ciudad Guzmán, Jalisco           | 2016 (8 años)  | Municipal Santa Rosa             | 3 500     |                            |
| Mineros de Fresnillo     | Joaquín Espinoza      | Fresnillo, Zacatecas             | 2007 (18 años) | Minera Fresnillo                 | 6 000     |                            |
| Saltillo                 | Jair García           | Saltillo, Coahuila               | 2019 (5 años)  | Olímpico Francisco I. Madero     | 7 000     |                            |
| Tecos                    | Isaac Moreno          | Zapopan, Jalisco                 | 1971 (53 años) | Tres de Marzo                    | 18 779    |                            |
| UAZ                      | Rubén Hernández       | Zacatecas, Zacatecas             | 1990 (35 años) | Carlos Vega Villalba             | 20 737    |                            |

#### Grupo 2
| Equipo                            | Entrenador            | Ciudad                                | Fundación                   | Estadio                               | Capacidad | Filial                   |
| --------------------------------- | --------------------- | ------------------------------------- | --------------------------- | ------------------------------------- | --------- | ------------------------ |
| Aguacateros CDU                   | José Muñoz            | Uruapan, Michoacán                    | 2018 (6 años)               | Unidad Deportiva Hermanos López Rayón | 5 000     |                          |
| Azores de Hidalgo Inter Querétaro | Hugo Serrano          | Santiago de Querétaro, Querétaro      | 2017 (7 años) 2020 (4 años) | Unidad Deportiva La Cañada            | 2 000     |                          |
| Cafessa Jalisco                   | Omar Briceño          | Zapopan, Jalisco                      | 2015 (9 años)               | Jalisco                               | 55 110    |                          |
| Cafetaleros de Chiapas            | Miguel Ángel Casanova | Tuxtla Gutiérrez, Chiapas             | 2015 (9 años)               | Víctor Manuel Reyna                   | 29 001    | Cancún Fútbol Club       |
| Cañoneros Marina                  | Luis Valdéz Cruz      | Ciudad de México                      | 2012 (13 años)              | Momoxco                               | 3 500     |                          |
| Ciervos                           | Pablo Robles          | Chalco, Estado de México              | 2017 (7 años)               | Arreola                               | 2 000     |                          |
| Cruz Azul Hidalgo                 | Joaquín Moreno        | Ciudad Cooperativa Cruz Azul, Hidalgo | 1930 (95 años)              | 10 de diciembre                       | 17 000    | Club Deportivo Cruz Azul |
| Cuautla                           | Carlos González       | Cuautla, Morelos                      | 1952 (73 años)              | Isidro Gil Tapia                      | 5 000     |                          |
| Deportivo Dongu                   | René Fuentes          | Cuautitlán, Estado de México          | 2019 (6 años)               | Los Pinos                             | 5 000     |                          |
| Inter Playa                       | Carlos Bracamontes    | Playa del Carmen, Quintana Roo        | 1999 (26 años)              | Mario Villanueva Madrid               | 7 500     |                          |
| Irapuato                          | Javier San Román      | Irapuato, Guanajuato                  | 1911 (114 años)             | Sergio León Chávez                    | 30 000    |                          |
| Pioneros de Cancún                | José Daniel Moguel    | Cancún, Quintana Roo                  | 1984 (40 años)              | Olímpico Andrés Quintana Roo          | 17 289    |                          |
| Zitácuaro                         | José Raúl Montes      | Heroica Zitácuaro, Michoacán          | 1995 (30 años)              | Ignacio López Rayón                   | 10 000    |                          |

### Cambios de entrenadores
| Equipo                 | Entrenador (jornadas)                                                             |
| ---------------------- | --------------------------------------------------------------------------------- |
| Cañoneros Marina       | José Gerardo Espinoza (1 - 4) Luis Valdéz Cruz (5 - 26)                           |
| Cuautla                | Carlos Ramón Figueroa (1 - 9) Guillermo Gómez (10 - 22) Carlos González (23 - 26) |
| Saltillo               | Ricardo López (1 - 9) Jair García (10 - 22)                                       |
| Tecos                  | Daniel Alcántar (1 - 11) Isaac Moreno (12 - 22)                                   |
| Cruz Azul Hidalgo      | Carlos Roberto Pérez (1 - 13) Joaquín Moreno (14 - )                              |
| Irapuato               | Juan Manuel Rivera (1 - 13) Javier San Román (14 - )                              |
| Azores/Inter Querétaro | Samuel Ponce de León (1 - 13) Hugo Serrano (14 - 26)                              |

## Torneo regular
- Horarios en tiempo local.
- Calendario disponible en la página oficial de la competencia Archivado el 31 de octubre de 2020 en Wayback Machine..
- El torneo se divide en dos vueltas, en donde los equipos repartidos en dos grupos se enfrentan dos veces entre sí en el campo de cada uno de ellos.

### Primera Vuelta
| Jornada 1              | Jornada 1     | Jornada 1                | Jornada 1                        | Jornada 1        | Jornada 1 | Jornada 1    | Jornada 1  | Jornada 1 | Jornada 1 | Jornada 1 |
| Grupo A                | Grupo A       | Grupo A                  | Grupo A                          | Grupo A          | Grupo A   | Grupo A      | Grupo A    | Grupo A   | Grupo A   | Grupo A   |
| Local                  | Resultado     | Visitante                | Estadio                          | Fecha            | Hora      | Espectadores | Amonestado | Expulsado |           |           |
| ---------------------- | ------------- | ------------------------ | -------------------------------- | ---------------- | --------- | ------------ | ---------- | --------- | --------- | --------- |
| Durango                | 2 - 0         | Atlético de San Luis "B" | Francisco Zarco                  | 18 de septiembre | 20:00     | 0            | 3          | 1         |           |           |
| Leones Negros "B"      | 2 - 1         | Tecos                    | Club Deportivo U. de G.          | 19 de septiembre | 11:30     | 0            | 7          | 0         |           |           |
| Saltillo               | (5) 2 - 2 (4) | Mineros de Fresnillo     | Olímpico Francisco I. Madero     | 19 de septiembre | 17:00     | 0            | 3          | 0         |           |           |
| Colima F.C.            | 2 - 0         | Gavilanes                | Olímpico Universitario de Colima | 19 de septiembre | 19:00     | 0            | 5          | 0         |           |           |
| Cimarrones "B"         | 1 - 2         | Mazorqueros              | Héroe de Nacozari                | 20 de septiembre | 16:30     | 0            | 4          | 0         |           |           |
| UAZ                    | 0 - 0         | La Piedad                | Carlos Vega Villalba             | 1 de noviembre   | 12:00     | 0            | 6          | 1         |           |           |
| Grupo B                |               |                          |                                  |                  |           |              |            |           |           |           |
| Local                  | Resultado     | Visitante                | Estadio                          | Fecha            | Hora      | Espectadores | Amonestado | Expulsado |           |           |
| Inter Playa            | 2 - 1         | Cafessa Jalisco          | Mario Villanueva Madrid          | 18 de septiembre | 16:30     | 0            | 7          | 1         |           |           |
| Zitácuaro              | 3 - 0         | Aguacateros CDU          | Ignacio López Rayón              | 19 de septiembre | 11:00     | 0            | 2          | 0         |           |           |
| Ciervos                | 0 - 4         | Cañoneros Marina         | Arreola                          | 19 de septiembre | 16:00     | 0            | 3          | 0         |           |           |
| Deportivo Dongu        | 2 - 1         | Azores de Hidalgo        | Los Pinos                        | 19 de septiembre | 16:00     | 0            | 3          | 0         |           |           |
| Cafetaleros de Chiapas | 4 - 0         | Pioneros de Cancún       | Víctor Manuel Reyna              | 20 de septiembre | 16:00     | 0            | 4          | 1         |           |           |
| Irapuato               | 0 - 2         | Cruz Azul Hidalgo        | Sergio León Chávez               | 16 de diciembre  | 15:00     | 0            | 4          | 2         |           |           |
| DESCANSO:              | DESCANSO:     | DESCANSO:                | Cuautla                          | Cuautla          | Cuautla   | Cuautla      | Cuautla    | Cuautla   |           |           |

| Jornada 2                | Jornada 2     | Jornada 2              | Jornada 2                             | Jornada 2        | Jornada 2       | Jornada 2       | Jornada 2       | Jornada 2       | Jornada 2 | Jornada 2 |
| Grupo A                  | Grupo A       | Grupo A                | Grupo A                               | Grupo A          | Grupo A         | Grupo A         | Grupo A         | Grupo A         | Grupo A   | Grupo A   |
| Local                    | Resultado     | Visitante              | Estadio                               | Fecha            | Hora            | Espectadores    | Amonestado      | Expulsado       |           |           |
| ------------------------ | ------------- | ---------------------- | ------------------------------------- | ---------------- | --------------- | --------------- | --------------- | --------------- | --------- | --------- |
| Tecos                    | 1 - 1         | Colima F.C.            | Tres de Marzo                         | 24 de septiembre | 17:00           | 0               | 4               | 0               |           |           |
| Mazorqueros              | 1 - 1         | Saltillo               | Municipal Santa Rosa                  | 25 de septiembre | 17:00           | 0               | 1               | 0               |           |           |
| Atlético de San Luis "B" | 2 - 1         | Cimarrones "B"         | Centro de Entrenamiento La Presa      | 26 de septiembre | 12:00           | 0               | 2               | 0               |           |           |
| Mineros de Fresnillo     | 5 - 1         | Leones Negros "B"      | Minera Fresnillo                      | 26 de septiembre | 17:00           | 0               | 7               | 3               |           |           |
| La Piedad                | 2 - 4         | Durango                | Juan N. López                         | 27 de septiembre | 16:00           | 0               | 6               | 0               |           |           |
| Gavilanes                | 1 - 0         | UAZ                    | El Hogar                              | 28 de noviembre  | 16:00           | 0               | 7               | 2               |           |           |
| Grupo B                  |               |                        |                                       |                  |                 |                 |                 |                 |           |           |
| Local                    | Resultado     | Visitante              | Estadio                               | Fecha            | Hora            | Espectadores    | Amonestado      | Expulsado       |           |           |
| Aguacateros CDU          | 3 - 2         | Azores de Hidalgo      | Unidad Deportiva Hermanos López Rayón | 25 de septiembre | 15:30           | 0               | 4               | 0               |           |           |
| Pioneros de Cancún       | 3 - 0         | Zitácuaro              | O. Andrés Quintana Roo                | 25 de septiembre | 16:00           | 0               | 3               | 1               |           |           |
| Cañoneros Marina         | 0 - 0         | Inter Playa            | Arreola                               | 26 de septiembre | 15:00           | 0               | 3               | 1               |           |           |
| Cafessa Jalisco          | (2) 3 - 3 (3) | Cafetaleros de Chiapas | Jalisco                               | 26 de septiembre | 19:00           | 0               | 9               | 1               |           |           |
| Cruz Azul Hidalgo        | 2 - 0         | Ciervos                | 10 de diciembre                       | 27 de septiembre | 11:00           | 0               | 0               | 0               |           |           |
| Cuautla                  | 1 - 3         | Irapuato               | Isidro Gil Tapia                      | 18 de noviembre  | 15:00           | 0               | 5               | 0               |           |           |
| DESCANSO:                | DESCANSO:     | DESCANSO:              | Deportivo Dongu                       | Deportivo Dongu  | Deportivo Dongu | Deportivo Dongu | Deportivo Dongu | Deportivo Dongu |           |           |

| Jornada 3         | Jornada 3 | Jornada 3                | Jornada 3                        | Jornada 3       | Jornada 3       | Jornada 3       | Jornada 3       | Jornada 3       | Jornada 3 | Jornada 3 |
| Grupo A           | Grupo A   | Grupo A                  | Grupo A                          | Grupo A         | Grupo A         | Grupo A         | Grupo A         | Grupo A         | Grupo A   | Grupo A   |
| Local             | Resultado | Visitante                | Estadio                          | Fecha           | Hora            | Espectadores    | Amonestado      | Expulsado       |           |           |
| ----------------- | --------- | ------------------------ | -------------------------------- | --------------- | --------------- | --------------- | --------------- | --------------- | --------- | --------- |
| Saltillo          | 1 - 3     | Atlético de San Luis "B" | Olímpico Francisco I. Madero     | 2 de octubre    | 17:00           | 0               | 4               | 0               |           |           |
| Durango           | 5 - 0     | Gavilanes                | Francisco Zarco                  | 2 de octubre    | 20:00           | 0               | 2               | 1               |           |           |
| Cimarrones "B"    | 1 - 1     | La Piedad                | Héroe de Nacozari                | 3 de octubre    | 16:00           | 0               | 1               | 0               |           |           |
| Colima F.C.       | 2 - 0     | UAZ                      | Olímpico Universitario de Colima | 3 de octubre    | 19:00           | 0               | 6               | 1               |           |           |
| Leones Negros "B" | 1 - 2     | Mazorqueros              | Club Deportivo U. de G.          | 4 de octubre    | 11:00           | 0               | 2               | 0               |           |           |
| Tecos             | 1 - 2     | Mineros de Fresnillo     | Tres de Marzo                    | 31 de octubre   | 10:00           | 0               | 8               | 1               |           |           |
| Grupo B           |           |                          |                                  |                 |                 |                 |                 |                 |           |           |
| Local             | Resultado | Visitante                | Estadio                          | Fecha           | Hora            | Espectadores    | Amonestado      | Expulsado       |           |           |
| Ciervos           | 2 - 1     | Cuautla                  | Arreola                          | 2 de octubre    | 11:00           | 0               | 7               | 0               |           |           |
| Cañoneros Marina  | 0 - 4     | Cruz Azul Hidalgo        | Arreola                          | 3 de octubre    | 15:00           | 0               | 4               | 1               |           |           |
| Irapuato          | 2 - 0     | Deportivo Dongu          | Sergio León Chávez               | 4 de octubre    | 16:00           | 0               | 3               | 0               |           |           |
| Azores de Hidalgo | 1 - 2     | Pioneros de Cancún       | Unidad Deportiva Ángel Losada    | 4 de octubre    | 16:00           | 0               | 7               | 2               |           |           |
| Inter Playa       | 1 - 1     | Cafetaleros de Chiapas   | Mario Villanueva Madrid          | 6 de octubre    | 12:00           | 0               | 5               | 0               |           |           |
| Zitácuaro         | 1 - 3     | Cafessa Jalisco          | Ignacio López Rayón              | 16 de diciembre | 11:00           | 0               | 3               | 0               |           |           |
| DESCANSO:         | DESCANSO: | DESCANSO:                | Aguacateros CDU                  | Aguacateros CDU | Aguacateros CDU | Aguacateros CDU | Aguacateros CDU | Aguacateros CDU |           |           |

| Jornada 4                | Jornada 4 | Jornada 4         | Jornada 4                             | Jornada 4          | Jornada 4          | Jornada 4          | Jornada 4          | Jornada 4          | Jornada 4 | Jornada 4 |
| Grupo A                  | Grupo A   | Grupo A           | Grupo A                               | Grupo A            | Grupo A            | Grupo A            | Grupo A            | Grupo A            | Grupo A   | Grupo A   |
| Local                    | Resultado | Visitante         | Estadio                               | Fecha              | Hora               | Espectadores       | Amonestado         | Expulsado          |           |           |
| ------------------------ | --------- | ----------------- | ------------------------------------- | ------------------ | ------------------ | ------------------ | ------------------ | ------------------ | --------- | --------- |
| Mineros de Fresnillo     | 1 - 1     | Colima F.C.       | Minera Fresnillo                      | 9 de octubre       | 17:00              | 0                  | 3                  | 1                  |           |           |
| Atlético de San Luis "B" | 0 - 2     | Leones Negros "B" | Alfonso Lastras Ramírez               | 10 de octubre      | 16:00              | 0                  | 3                  | 0                  |           |           |
| Gavilanes                | 1 - 0     | Cimarrones "B"    | El Hogar                              | 10 de octubre      | 17:00              | 0                  | 3                  | 0                  |           |           |
| UAZ                      | 0 - 1     | Durango           | Carlos Vega Villalba                  | 11 de octubre      | 12:00              | 0                  | 5                  | 0                  |           |           |
| Mazorqueros              | 2 - 0     | Tecos             | Municipal Santa Rosa                  | 12 de octubre      | 17:00              | 0                  | 4                  | 0                  |           |           |
| La Piedad                | 7 - 0     | Saltillo          | Juan N. López                         | 29 de noviembre    | 15:00              | 0                  | 1                  | 0                  |           |           |
| Grupo B                  |           |                   |                                       |                    |                    |                    |                    |                    |           |           |
| Local                    | Resultado | Visitante         | Estadio                               | Fecha              | Hora               | Espectadores       | Amonestado         | Expulsado          |           |           |
| Deportivo Dongu          | 3 - 1     | Ciervos           | Los Pinos                             | 9 de octubre       | 12:00              | 0                  | 5                  | 0                  |           |           |
| Cafessa Jalisco          | 0 - 0     | Azores de Hidalgo | Jalisco                               | 9 de octubre       | 19:00              | 0                  | 5                  | 0                  |           |           |
| Aguacateros CDU          | 0 - 4     | Irapuato          | Unidad Deportiva Hermanos López Rayón | 10 de octubre      | 16:00              | 0                  | 2                  | 0                  |           |           |
| Cruz Azul Hidalgo        | 2 - 1     | Inter Playa       | 10 de diciembre                       | 11 de octubre      | 11:00              | 0                  | 6                  | 2                  |           |           |
| Cuautla                  | 0 - 0     | Cañoneros Marina  | Isidro Gil Tapia                      | 11 de octubre      | 15:30              | 0                  | 6                  | 0                  |           |           |
| Cafetaleros de Chiapas   | 3 - 1     | Zitácuaro         | Víctor Manuel Reyna                   | 22 de octubre      | 15:30              | 0                  | 7                  | 0                  |           |           |
| DESCANSO:                | DESCANSO: | DESCANSO:         | Pioneros de Cancún                    | Pioneros de Cancún | Pioneros de Cancún | Pioneros de Cancún | Pioneros de Cancún | Pioneros de Cancún |           |           |

| Jornada 5            | Jornada 5 | Jornada 5                | Jornada 5                        | Jornada 5       | Jornada 5       | Jornada 5       | Jornada 5       | Jornada 5       | Jornada 5 | Jornada 5 |
| Grupo A              | Grupo A   | Grupo A                  | Grupo A                          | Grupo A         | Grupo A         | Grupo A         | Grupo A         | Grupo A         | Grupo A   | Grupo A   |
| Local                | Resultado | Visitante                | Estadio                          | Fecha           | Hora            | Espectadores    | Amonestado      | Expulsado       |           |           |
| -------------------- | --------- | ------------------------ | -------------------------------- | --------------- | --------------- | --------------- | --------------- | --------------- | --------- | --------- |
| Tecos                | 2 - 0     | Atlético de San Luis "B" | Tres de Marzo                    | 15 de octubre   | 17:00           | 0               | 4               | 0               |           |           |
| Cimarrones "B"       | 1 - 3     | UAZ                      | Héroe de Nacozari                | 16 de octubre   | 10:00           | 0               | 2               | 1               |           |           |
| Leones Negros "B"    | 0 - 1     | La Piedad                | Club Deportivo U. de G.          | 17 de octubre   | 11:00           | 0               | 3               | 2               |           |           |
| Mineros de Fresnillo | 3 - 1     | Mazorqueros              | Minera Fresnillo                 | 17 de octubre   | 17:00           | 0               | 6               | 2               |           |           |
| Colima F.C.          | 2 - 1     | Durango                  | Olímpico Universitario de Colima | 18 de octubre   | 19:00           | 0               | 2               | 1               |           |           |
| Saltillo             | 0 - 0     | Gavilanes                | Olímpico Francisco I. Madero     | 31 de octubre   | 16:00           | 0               | 3               | 0               |           |           |
| Grupo B              |           |                          |                                  |                 |                 |                 |                 |                 |           |           |
| Local                | Resultado | Visitante                | Estadio                          | Fecha           | Hora            | Espectadores    | Amonestado      | Expulsado       |           |           |
| Cruz Azul Hidalgo    | 3 - 0     | Cuautla                  | 10 de diciembre                  | 17 de octubre   | 11:00           | 0               | 4               | 0               |           |           |
| Ciervos              | 1 - 3     | Aguacateros CDU          | Arreola                          | 17 de octubre   | 16:00           | 0               | 5               | 0               |           |           |
| Irapuato             | 4 - 1     | Pioneros de Cancún       | Sergio León Chávez               | 17 de octubre   | 16:00           | 0               | 8               | 3               |           |           |
| Cañoneros Marina     | 1 - 1     | Deportivo Dongu          | Momoxco                          | 18 de octubre   | 15:00           | 0               | 2               | 0               |           |           |
| Azores de Hidalgo    | 0 - 4     | Cafetaleros de Chiapas   | Unidad Deportiva Ángel Losada    | 18 de octubre   | 16:00           | 0               | 6               | 0               |           |           |
| Inter Playa          | 2 - 1     | Zitácuaro                | Mario Villanueva Madrid          | 19 de octubre   | 16:00           | 0               | 2               | 0               |           |           |
| DESCANSO:            | DESCANSO: | DESCANSO:                | Cafessa Jalisco                  | Cafessa Jalisco | Cafessa Jalisco | Cafessa Jalisco | Cafessa Jalisco | Cafessa Jalisco |           |           |

| Jornada 6                | Jornada 6 | Jornada 6            | Jornada 6                             | Jornada 6              | Jornada 6              | Jornada 6              | Jornada 6              | Jornada 6              | Jornada 6 | Jornada 6 |
| Grupo A                  | Grupo A   | Grupo A              | Grupo A                               | Grupo A                | Grupo A                | Grupo A                | Grupo A                | Grupo A                | Grupo A   | Grupo A   |
| Local                    | Resultado | Visitante            | Estadio                               | Fecha                  | Hora                   | Espectadores           | Amonestado             | Expulsado              |           |           |
| ------------------------ | --------- | -------------------- | ------------------------------------- | ---------------------- | ---------------------- | ---------------------- | ---------------------- | ---------------------- | --------- | --------- |
| Gavilanes                | 1 - 0     | Leones Negros "B"    | El Hogar                              | 23 de octubre          | 17:00                  | 0                      | 4                      | 1                      |           |           |
| Durango                  | 0 - 0     | Cimarrones "B"       | Francisco Zarco                       | 23 de octubre          | 20:00                  | 0                      | 6                      | 1                      |           |           |
| Atlético de San Luis "B" | 1 - 0     | Mineros de Fresnillo | Alfonso Lastras Ramírez               | 24 de octubre          | 12:00                  | 0                      | 2                      | 0                      |           |           |
| Mazorqueros              | 0 - 2     | Colima F.C.          | Municipal Santa Rosa                  | 24 de octubre          | 17:00                  | 0                      | 7                      | 0                      |           |           |
| UAZ                      | 0 - 0     | Saltillo             | Carlos Vega Villalba                  | 25 de octubre          | 12:00                  | 0                      | 5                      | 1                      |           |           |
| La Piedad                | 2 - 1     | Tecos                | Juan N. López                         | 25 de octubre          | 15:30                  | 0                      | 2                      | 0                      |           |           |
| Grupo B                  |           |                      |                                       |                        |                        |                        |                        |                        |           |           |
| Local                    | Resultado | Visitante            | Estadio                               | Fecha                  | Hora                   | Espectadores           | Amonestado             | Expulsado              |           |           |
| Pioneros de Cancún       | 4 - 0     | Ciervos              | O. Andrés Quintana Roo                | 24 de octubre          | 16:00                  | 0                      | 3                      | 0                      |           |           |
| Cafessa Jalisco          | 4 - 3     | Irapuato             | Jalisco                               | 24 de octubre          | 19:00                  | 0                      | 5                      | 0                      |           |           |
| Zitácuaro                | 1 - 1     | Azores de Hidalgo    | Ignacio López Rayón                   | 25 de octubre          | 11:00                  | 0                      | 4                      | 0                      |           |           |
| Cuautla                  | 2 - 0     | Inter Playa          | Isidro Gil Tapia                      | 25 de octubre          | 16:00                  | 0                      | 2                      | 0                      |           |           |
| Deportivo Dongu          | 0 - 4     | Cruz Azul Hidalgo    | Los Pinos                             | 26 de octubre          | 12:00                  | 0                      | 4                      | 1                      |           |           |
| Aguacateros CDU          | 3 - 0     | Cañoneros Marina     | Unidad Deportiva Hermanos López Rayón | 2 de diciembre         | 15:00                  | 0                      | 4                      | 0                      |           |           |
| DESCANSO:                | DESCANSO: | DESCANSO:            | Cafetaleros de Chiapas                | Cafetaleros de Chiapas | Cafetaleros de Chiapas | Cafetaleros de Chiapas | Cafetaleros de Chiapas | Cafetaleros de Chiapas |           |           |

| Jornada 7            | Jornada 7     | Jornada 7                | Jornada 7                        | Jornada 7       | Jornada 7 | Jornada 7    | Jornada 7  | Jornada 7 | Jornada 7 | Jornada 7 |
| Grupo A              | Grupo A       | Grupo A                  | Grupo A                          | Grupo A         | Grupo A   | Grupo A      | Grupo A    | Grupo A   | Grupo A   | Grupo A   |
| Local                | Resultado     | Visitante                | Estadio                          | Fecha           | Hora      | Espectadores | Amonestado | Expulsado |           |           |
| -------------------- | ------------- | ------------------------ | -------------------------------- | --------------- | --------- | ------------ | ---------- | --------- | --------- | --------- |
| Tecos                | 1 - 0         | Gavilanes                | Tres de Marzo                    | 5 de noviembre  | 17:00     | 0            | 3          | 0         |           |           |
| Leones Negros "B"    | (0) 2 - 2 (3) | UAZ                      | Club Deportivo U. de G.          | 7 de noviembre  | 11:00     | 0            | 1          | 0         |           |           |
| Mazorqueros          | 1 - 0         | Atlético de San Luis "B" | Municipal Santa Rosa             | 9 de noviembre  | 11:00     | 0            | 2          | 0         |           |           |
| Colima F.C.          | 2 - 0         | Cimarrones "B"           | Olímpico Universitario de Colima | 9 de noviembre  | 19:00     | 0            | 6          | 0         |           |           |
| Saltillo             | 1 - 2         | Durango                  | Olímpico Francisco I. Madero     | 17 de noviembre | 16:00     | 0            | 4          | 0         |           |           |
| Mineros de Fresnillo | 4 - 2         | La Piedad                | Minera Fresnillo                 | 16 de diciembre | 16:00     | 0            | 6          | 1         |           |           |
| Grupo B              |               |                          |                                  |                 |           |              |            |           |           |           |
| Local                | Resultado     | Visitante                | Estadio                          | Fecha           | Hora      | Espectadores | Amonestado | Expulsado |           |           |
| Inter Playa          | 4 - 1         | Azores de Hidalgo        | Mario Villanueva Madrid          | 30 de octubre   | 16:30     | 0            | 7          | 0         |           |           |
| Cañoneros Marina     | 0 - 1         | Pioneros de Cancún       | Momoxco                          | 31 de octubre   | 15:00     | 0            | 4          | 1         |           |           |
| Cuautla              | 0 - 0         | Deportivo Dongu          | Isidro Gil Tapia                 | 1 de noviembre  | 15:00     | 0            | 4          | 0         |           |           |
| Ciervos              | 0 - 5         | Cafessa Jalisco          | Arreola                          | 2 de noviembre  | 15:00     | 0            | 3          | 0         |           |           |
| Irapuato             | 4 - 2         | Cafetaleros de Chiapas   | Sergio León Chávez               | 2 de diciembre  | 15:00     | 0            | 4          | 1         |           |           |
| Cruz Azul Hidalgo    | 1 - 0         | Aguacateros CDU          | 10 de diciembre                  | 9 de diciembre  | 11:00     | 0            | 1          | 1         |           |           |
| DESCANSO:            | DESCANSO:     | DESCANSO:                | Zitácuaro                        | Zitácuaro       | Zitácuaro | Zitácuaro    | Zitácuaro  | Zitácuaro |           |           |

| Jornada 8                | Jornada 8     | Jornada 8            | Jornada 8                             | Jornada 8         | Jornada 8         | Jornada 8         | Jornada 8         | Jornada 8         | Jornada 8 | Jornada 8 |
| Grupo A                  | Grupo A       | Grupo A              | Grupo A                               | Grupo A           | Grupo A           | Grupo A           | Grupo A           | Grupo A           | Grupo A   | Grupo A   |
| Local                    | Resultado     | Visitante            | Estadio                               | Fecha             | Hora              | Espectadores      | Amonestado        | Expulsado         |           |           |
| ------------------------ | ------------- | -------------------- | ------------------------------------- | ----------------- | ----------------- | ----------------- | ----------------- | ----------------- | --------- | --------- |
| Cimarrones "B"           | 0 - 2         | Saltillo             | Héroe de Nacozari                     | 13 de noviembre   | 10:00             | 0                 | 2                 | 0                 |           |           |
| Durango                  | 4 - 2         | Leones Negros "B"    | Francisco Zarco                       | 13 de noviembre   | 20:00             | 0                 | 4                 | 1                 |           |           |
| Atlético de San Luis "B" | 2 - 0         | Colima F.C.          | Alfonso Lastras Ramírez               | 14 de noviembre   | 12:00             | 0                 | 3                 | 1                 |           |           |
| UAZ                      | 0 - 0         | Tecos                | Carlos Vega Villalba                  | 15 de noviembre   | 12:00             | 0                 | 7                 | 2                 |           |           |
| La Piedad                | 3 - 1         | Mazorqueros          | Juan N. López                         | 15 de noviembre   | 16:00             | 0                 | 5                 | 0                 |           |           |
| Gavilanes                | 3 - 0         | Mineros de Fresnillo | El Hogar                              | 9 de diciembre    | 15:00             | 0                 | 4                 | 1                 |           |           |
| Grupo B                  |               |                      |                                       |                   |                   |                   |                   |                   |           |           |
| Local                    | Resultado     | Visitante            | Estadio                               | Fecha             | Hora              | Espectadores      | Amonestado        | Expulsado         |           |           |
| Deportivo Dongu          | 0 - 2         | Inter Playa          | Los Pinos                             | 6 de noviembre    | 12:00             | 0                 | 4                 | 0                 |           |           |
| Pioneros de Cancún       | (4) 3 - 3 (2) | Cruz Azul Hidalgo    | O. Andrés Quintana Roo                | 6 de noviembre    | 16:00             | 0                 | 4                 | 2                 |           |           |
| Aguacateros CDU          | 4 - 1         | Cuautla              | Unidad Deportiva Hermanos López Rayón | 7 de noviembre    | 15:00             | 0                 | 3                 | 0                 |           |           |
| Cafessa Jalisco          | 1 - 0         | Cañoneros Marina     | Jalisco                               | 7 de noviembre    | 19:00             | 0                 | 2                 | 0                 |           |           |
| Zitácuaro                | 0 - 0         | Irapuato             | Ignacio López Rayón                   | 8 de noviembre    | 11:00             | 0                 | 4                 | 0                 |           |           |
| Cafetaleros de Chiapas   | 2 - 0         | Ciervos              | Víctor Manuel Reyna                   | 8 de noviembre    | 15:00             | 0                 | 4                 | 0                 |           |           |
| DESCANSO:                | DESCANSO:     | DESCANSO:            | Azores de Hidalgo                     | Azores de Hidalgo | Azores de Hidalgo | Azores de Hidalgo | Azores de Hidalgo | Azores de Hidalgo |           |           |

| Jornada 9                | Jornada 9     | Jornada 9              | Jornada 9                        | Jornada 9       | Jornada 9   | Jornada 9    | Jornada 9   | Jornada 9   | Jornada 9 | Jornada 9 |
| Grupo A                  | Grupo A       | Grupo A                | Grupo A                          | Grupo A         | Grupo A     | Grupo A      | Grupo A     | Grupo A     | Grupo A   | Grupo A   |
| Local                    | Resultado     | Visitante              | Estadio                          | Fecha           | Hora        | Espectadores | Amonestado  | Expulsado   |           |           |
| ------------------------ | ------------- | ---------------------- | -------------------------------- | --------------- | ----------- | ------------ | ----------- | ----------- | --------- | --------- |
| Leones Negros "B"        | 1 - 1         | Cimarrones "B"         | Club Deportivo U. de G.          | 20 de noviembre | 11:00       | 0            | 5           | 0           |           |           |
| Tecos                    | 0 - 2         | Durango                | Tres de Marzo                    | 21 de noviembre | 10:00       | 0            | 4           | 0           |           |           |
| Colima F.C.              | 3 - 0         | Saltillo               | Olímpico Universitario de Colima | 21 de noviembre | 17:00       | 0            | 5           | 3           |           |           |
| Mazorqueros              | 1 - 2         | Gavilanes              | Municipal Santa Rosa             | 22 de noviembre | 15:30       | 0            | 5           | 0           |           |           |
| Atlético de San Luis "B" | 0 - 2         | La Piedad              | Centro de Entrenamiento La Presa | 23 de noviembre | 12:00       | 0            | 4           | 0           |           |           |
| Mineros de Fresnillo     | 3 - 0         | UAZ                    | Minera Fresnillo                 | 2 de diciembre  | 16:00       | 0            | 0           | 0           |           |           |
| Grupo B                  |               |                        |                                  |                 |             |              |             |             |           |           |
| Local                    | Resultado     | Visitante              | Estadio                          | Fecha           | Hora        | Espectadores | Amonestado  | Expulsado   |           |           |
| Irapuato                 | 5 - 0         | Azores de Hidalgo      | Sergio León Chávez               | 13 de noviembre | 15:00       | 0            | 0           | 1           |           |           |
| Ciervos                  | 0 - 3         | Zitácuaro              | Arreola                          | 14 de noviembre | 15:00       | 0            | 1           | 1           |           |           |
| Deportivo Dongu          | (4) 2 - 2 (3) | Aguacateros CDU        | Los Pinos                        | 14 de noviembre | 15:00       | 0            | 7           | 0           |           |           |
| Cruz Azul Hidalgo        | 0 - 1         | Cafessa Jalisco        | 10 de diciembre                  | 15 de noviembre | 11:00       | 0            | 6           | 0           |           |           |
| Cuautla                  | 0 - 2         | Pioneros de Cancún     | Isidro Gil Tapia                 | 15 de noviembre | 15:00       | 0            | 4           | 2           |           |           |
| Cañoneros Marina         | 0 - 1         | Cafetaleros de Chiapas | Momoxco                          | 16 de noviembre | 12:00       | 0            | 3           | 1           |           |           |
| DESCANSO:                | DESCANSO:     | DESCANSO:              | Inter Playa                      | Inter Playa     | Inter Playa | Inter Playa  | Inter Playa | Inter Playa |           |           |

| Jornada 10             | Jornada 10    | Jornada 10               | Jornada 10                            | Jornada 10      | Jornada 10 | Jornada 10   | Jornada 10 | Jornada 10 | Jornada 10 | Jornada 10 |
| Grupo A                | Grupo A       | Grupo A                  | Grupo A                               | Grupo A         | Grupo A    | Grupo A      | Grupo A    | Grupo A    | Grupo A    | Grupo A    |
| Local                  | Resultado     | Visitante                | Estadio                               | Fecha           | Hora       | Espectadores | Amonestado | Expulsado  |            |            |
| ---------------------- | ------------- | ------------------------ | ------------------------------------- | --------------- | ---------- | ------------ | ---------- | ---------- | ---------- | ---------- |
| Cimarrones "B"         | 2 - 0         | Tecos                    | Héroe de Nacozari                     | 5 de diciembre  | 10:00      | 0            | 1          | 0          |            |            |
| Durango                | 2 - 1         | Mineros de Fresnillo     | Francisco Zarco                       | 5 de diciembre  | 10:00      | 0            | 5          | 0          |            |            |
| Saltillo               | 2 - 0         | Leones Negros "B"        | Olímpico Francisco I. Madero          | 5 de diciembre  | 16:00      | 0            | 4          | 1          |            |            |
| Colima F.C.            | 0 - 3         | La Piedad                | Olímpico Universitario de Colima      | 5 de diciembre  | 17:00      | 0            | 4          | 0          |            |            |
| UAZ                    | 3 - 1         | Mazorqueros              | Carlos Vega Villalba                  | 6 de diciembre  | 12:00      | 0            | 6          | 0          |            |            |
| Gavilanes              | 1 - 0         | Atlético de San Luis "B" | El Hogar                              | 6 de diciembre  | 15:00      | 0            | 5          | 0          |            |            |
| Grupo B                |               |                          |                                       |                 |            |              |            |            |            |            |
| Local                  | Resultado     | Visitante                | Estadio                               | Fecha           | Hora       | Espectadores | Amonestado | Expulsado  |            |            |
| Aguacateros CDU        | 0 - 3         | Inter Playa              | Unidad Deportiva Hermanos López Rayón | 20 de noviembre | 15:00      | 0            | 1          | 0          |            |            |
| Zitácuaro              | 1 - 0         | Cañoneros Marina         | Ignacio López Rayón                   | 21 de noviembre | 11:00      | 0            | 2          | 1          |            |            |
| Cafetaleros de Chiapas | 1 - 1         | Cruz Azul Hidalgo        | Víctor Manuel Reyna                   | 21 de noviembre | 15:00      | 0            | 8          | 2          |            |            |
| Cafessa Jalisco        | (4) 2 - 2 (2) | Cuautla                  | Jalisco                               | 22 de noviembre | 12:00      | 0            | 0          | 0          |            |            |
| Pioneros de Cancún     | 0 - 0         | Deportivo Dongu          | Cancún 86                             | 22 de noviembre | 15:00      | 0            | 6          | 0          |            |            |
| Azores de Hidalgo      | 2 - 1         | Ciervos                  | Asociación Deportiva Tula A.C.        | 22 de noviembre | 15:00      | 0            | 2          | 1          |            |            |
| DESCANSO:              | DESCANSO:     | DESCANSO:                | Irapuato                              | Irapuato        | Irapuato   | Irapuato     | Irapuato   | Irapuato   |            |            |

| Jornada 11               | Jornada 11 | Jornada 11             | Jornada 11                            | Jornada 11      | Jornada 11 | Jornada 11   | Jornada 11 | Jornada 11 | Jornada 11 | Jornada 11 |
| Grupo A                  | Grupo A    | Grupo A                | Grupo A                               | Grupo A         | Grupo A    | Grupo A      | Grupo A    | Grupo A    | Grupo A    | Grupo A    |
| Local                    | Resultado  | Visitante              | Estadio                               | Fecha           | Hora       | Espectadores | Amonestado | Expulsado  |            |            |
| ------------------------ | ---------- | ---------------------- | ------------------------------------- | --------------- | ---------- | ------------ | ---------- | ---------- | ---------- | ---------- |
| Tecos                    | 0 - 0      | Saltillo               | Tres de Marzo                         | 10 de diciembre | 17:00      | 0            | 7          | 0          |            |            |
| Leones Negros "B"        | 0 - 2      | Colima F.C.            | Club Deportivo U. de G.               | 12 de diciembre | 11:00      | 0            | 4          | 0          |            |            |
| Mazorqueros              | 1 - 0      | Durango                | Municipal Santa Rosa                  | 12 de diciembre | 15:30      | 0            | 3          | 3          |            |            |
| Mineros de Fresnillo     | 2 - 0      | Cimarrones "B"         | Minera Fresnillo                      | 13 de diciembre | 11:00      | 0            | 3          | 1          |            |            |
| Atlético de San Luis "B" | 1 - 1      | UAZ                    | Centro de Entrenamiento La Presa      | 13 de diciembre | 12:00      | 0            | 8          | 0          |            |            |
| La Piedad                | 0 - 1      | Gavilanes              | Juan N. López                         | 13 de diciembre | 15:00      | 0            | 5          | 1          |            |            |
| Grupo B                  |            |                        |                                       |                 |            |              |            |            |            |            |
| Local                    | Resultado  | Visitante              | Estadio                               | Fecha           | Hora       | Espectadores | Amonestado | Expulsado  |            |            |
| Inter Playa              | 2 - 0      | Irapuato               | Mario Villanueva Madrid               | 27 de noviembre | 16:00      | 0            | 4          | 0          |            |            |
| Cañoneros Marina         | 2 - 3      | Azores de Hidalgo      | Momoxco                               | 28 de noviembre | 12:00      | 0            | 3          | 0          |            |            |
| Deportivo Dongu          | 0 - 1      | Cafessa Jalisco        | Los Pinos                             | 29 de noviembre | 15:00      | 0            | 4          | 0          |            |            |
| Cuautla                  | 1 - 2      | Cafetaleros de Chiapas | Isidro Gil Tapia                      | 29 de noviembre | 15:30      | 0            | 4          | 0          |            |            |
| Cruz Azul Hidalgo        | 6 - 0      | Zitácuaro              | 10 de diciembre                       | 30 de noviembre | 11:00      | 0            | 1          | 0          |            |            |
| Aguacateros CDU          | 1 - 2      | Pioneros de Cancún     | Unidad Deportiva Hermanos López Rayón | 2 de febrero    | 11:00      | 0            | 3          | 0          |            |            |
| DESCANSO:                | DESCANSO:  | DESCANSO:              | Ciervos                               | Ciervos         | Ciervos    | Ciervos      | Ciervos    | Ciervos    |            |            |

| Zitácuaro              | 2 - 0     | Cuautla            | Ignacio López Rayón            | 5 de diciembre   | 11:00            | 0                | 3                | 0                |
| Cafetaleros de Chiapas | 7 - 0     | Deportivo Dongu    | Víctor Manuel Reyna            | 5 de diciembre   | 15:00            | 0                | 0                | 0                |
| Cafessa Jalisco        | 4 - 1     | Aguacateros CDU    | Unidad Deportiva Mariano Otero | 5 de diciembre   | 16:00            | 0                | 5                | 0                |
| Azores de Hidalgo      | 0 - 3     | Cruz Azul Hidalgo  | Asociación Deportiva Tula A.C. | 6 de diciembre   | 15:00            | 0                | 5                | 0                |
| Irapuato               | 0 - 0     | Ciervos            | Sergio León Chávez             | 6 de diciembre   | 15:30            | 0                | 6                | 0                |
| Inter Playa            | 2 - 0     | Pioneros de Cancún | Mario Villanueva Madrid        | 26 de enero      | 16:00            | 0                |                  |                  |
| DESCANSO:              | DESCANSO: | DESCANSO:          | Cañoneros Marina               | Cañoneros Marina | Cañoneros Marina | Cañoneros Marina | Cañoneros Marina | Cañoneros Marina |

| Cañoneros Marina   | 1 - 2     | Irapuato               | Momoxco                               | 11 de diciembre   | 12:00             | 0                 | 4                 | 0                 |
| Pioneros de Cancún | 0 - 3     | Cafessa Jalisco        | Cancún 86                             | 12 de diciembre   | 15:00             | 0                 | 3                 | 0                 |
| Aguacateros CDU    | 2 - 1     | Cafetaleros de Chiapas | Unidad Deportiva Hermanos López Rayón | 12 de diciembre   | 15:00             | 0                 | 2                 | 0                 |
| Deportivo Dongu    | 0 - 1     | Zitácuaro              | Los Pinos                             | 13 de diciembre   | 15:00             | 0                 | 8                 | 0                 |
| Ciervos            | 0 - 3     | Inter Playa            | Arreola                               | 10 de febrero     | 11:00             | 0                 | 5                 | 1                 |
| Cuautla            | 3 - 2     | Inter Querétaro        | Isidro Gil Tapia                      | 7 de abril        | 15:00             | 100               | 3                 | 0                 |
| DESCANSO:          | DESCANSO: | DESCANSO:              | Cruz Azul Hidalgo                     | Cruz Azul Hidalgo | Cruz Azul Hidalgo | Cruz Azul Hidalgo | Cruz Azul Hidalgo | Cruz Azul Hidalgo |

### Segunda Vuelta
| Jornada 14               | Jornada 14    | Jornada 14             | Jornada 14                            | Jornada 14    | Jornada 14 | Jornada 14   | Jornada 14 | Jornada 14 | Jornada 14 | Jornada 14 |
| Grupo A                  | Grupo A       | Grupo A                | Grupo A                               | Grupo A       | Grupo A    | Grupo A      | Grupo A    | Grupo A    | Grupo A    | Grupo A    |
| Local                    | Resultado     | Visitante              | Estadio                               | Fecha         | Hora       | Espectadores | Amonestado | Expulsado  |            |            |
| ------------------------ | ------------- | ---------------------- | ------------------------------------- | ------------- | ---------- | ------------ | ---------- | ---------- | ---------- | ---------- |
| Mineros de Fresnillo     | (5) 2 - 2 (4) | Saltillo               | Minera Fresnillo                      | 15 de enero   | 17:00      | 0            | 6          | 0          |            |            |
| Tecos                    | 2 - 3         | Leones Negros "B"      | Tres de Marzo                         | 16 de enero   | 11:00      | 0            | 4          | 1          |            |            |
| Atlético de San Luis "B" | 1 - 1         | Durango                | Alfonso Lastras Ramírez               | 16 de enero   | 12:00      | 0            | 3          | 0          |            |            |
| Mazorqueros              | 1 - 1         | Cimarrones "B"         | Municipal Santa Rosa                  | 16 de enero   | 15:30      | 0            | 4          | 0          |            |            |
| La Piedad                | 4 - 3         | UAZ                    | Juan N. López                         | 16 de enero   | 16:00      | 0            | 3          | 0          |            |            |
| Gavilanes                | 0 - 0         | Colima F.C.            | El Hogar                              | 17 de enero   | 15:00      | 0            | 2          | 0          |            |            |
| Grupo B                  |               |                        |                                       |               |            |              |            |            |            |            |
| Local                    | Resultado     | Visitante              | Estadio                               | Fecha         | Hora       | Espectadores | Amonestado | Expulsado  |            |            |
| Pioneros de Cancún       | 0 - 1         | Cafetaleros de Chiapas | O. Andrés Quintana Roo                | 16 de enero   | 15:00      | 0            | 3          | 1          |            |            |
| Cruz Azul Hidalgo        | (4) 2 - 2 (5) | Irapuato               | 10 de diciembre                       | 16 de enero   | 15:00      | 0            | 5          | 0          |            |            |
| Aguacateros CDU          | 1 - 0         | Zitácuaro              | Unidad Deportiva Hermanos López Rayón | 16 de enero   | 15:00      | 0            | 2          | 0          |            |            |
| Cafessa Jalisco          | 0 - 2         | Inter Playa            | Jalisco                               | 16 de enero   | 19:00      | 0            | 3          | 1          |            |            |
| Inter Querétaro          | 1 - 4         | Deportivo Dongu        | Unidad Deportiva La Cañada            | 17 de febrero | 15:00      | 0            | 5          | 1          |            |            |
| Cañoneros Marina         | 0 - 1         | Ciervos                | Momoxco                               | 25 de marzo   | 12:00      | 0            | 4          | 2          |            |            |
| DESCANSO:                | DESCANSO:     | DESCANSO:              | Cuautla                               | Cuautla       | Cuautla    | Cuautla      | Cuautla    | Cuautla    |            |            |

| Jornada 15             | Jornada 15      | Jornada 15               | Jornada 15                       | Jornada 15      | Jornada 15      | Jornada 15      | Jornada 15      | Jornada 15      | Jornada 15 | Jornada 15 |
| Grupo A                | Grupo A         | Grupo A                  | Grupo A                          | Grupo A         | Grupo A         | Grupo A         | Grupo A         | Grupo A         | Grupo A    | Grupo A    |
| Local                  | Resultado       | Visitante                | Estadio                          | Fecha           | Hora            | Espectadores    | Amonestado      | Expulsado       |            |            |
| ---------------------- | --------------- | ------------------------ | -------------------------------- | --------------- | --------------- | --------------- | --------------- | --------------- | ---------- | ---------- |
| Durango                | 2 - 0           | La Piedad                | Francisco Zarco                  | 22 de enero     | 20:00           | 0               | 3               | 0               |            |            |
| Leones Negros "B"      | (19) 2 - 2 (20) | Mineros de Fresnillo     | Club Deportivo U. de G.          | 23 de enero     | 11:00           | 0               | 6               | 0               |            |            |
| UAZ                    | 2 - 0           | Gavilanes                | Carlos Vega Villalba             | 23 de enero     | 15:00           | 0               | 9               | 2               |            |            |
| Saltillo               | 3 - 2           | Mazorqueros              | Olímpico Francisco I. Madero     | 23 de enero     | 16:00           | 0               | 2               | 2               |            |            |
| Colima F.C.            | 1 - 2           | Tecos                    | Olímpico Universitario de Colima | 23 de enero     | 17:00           | 0               | 8               | 0               |            |            |
| Cimarrones "B"         | 0 - 2           | Atlético de San Luis "B" | Héroe de Nacozari                | 25 de enero     | 11:00           | 0               | 1               | 0               |            |            |
| Grupo B                |                 |                          |                                  |                 |                 |                 |                 |                 |            |            |
| Local                  | Resultado       | Visitante                | Estadio                          | Fecha           | Hora            | Espectadores    | Amonestado      | Expulsado       |            |            |
| Zitácuaro              | 2 - 1           | Pioneros de Cancún       | Ignacio López Rayón              | 22 de enero     | 11:00           | 0               | 5               | 0               |            |            |
| Cafetaleros de Chiapas | 0 - 0           | Cafessa Jalisco          | Víctor Manuel Reyna              | 23 de enero     | 15:00           | 0               | 8               | 1               |            |            |
| Inter Querétaro        | 0 - 0           | Aguacateros CDU          | Unidad Deportiva La Cañada       | 10 de febrero   | 11:00           | 0               | 2               | 0               |            |            |
| Ciervos                | 1 - 4           | Cruz Azul Hidalgo        | Arreola                          | 24 de febrero   | 11:00           | 0               | 3               | 0               |            |            |
| Inter Playa            | 4 - 0           | Cañoneros Marina         | Mario Villanueva Madrid          | 24 de febrero   | 16:00           | 0               | 3               | 0               |            |            |
| Irapuato               | 2 - 1           | Cuautla                  | Sergio León Chávez               | 17 de marzo     | 19:00           | 7 000           | 5               | 2               |            |            |
| DESCANSO:              | DESCANSO:       | DESCANSO:                | Deportivo Dongu                  | Deportivo Dongu | Deportivo Dongu | Deportivo Dongu | Deportivo Dongu | Deportivo Dongu |            |            |

| Jornada 16               | Jornada 16    | Jornada 16        | Jornada 16              | Jornada 16      | Jornada 16      | Jornada 16      | Jornada 16      | Jornada 16      | Jornada 16 | Jornada 16 |
| Grupo A                  | Grupo A       | Grupo A           | Grupo A                 | Grupo A         | Grupo A         | Grupo A         | Grupo A         | Grupo A         | Grupo A    | Grupo A    |
| Local                    | Resultado     | Visitante         | Estadio                 | Fecha           | Hora            | Espectadores    | Amonestado      | Expulsado       |            |            |
| ------------------------ | ------------- | ----------------- | ----------------------- | --------------- | --------------- | --------------- | --------------- | --------------- | ---------- | ---------- |
| Atlético de San Luis "B" | 2 - 0         | Saltillo          | Alfonso Lastras Ramírez | 29 de enero     | 12:00           | 0               | 4               | 1               |            |            |
| Mazorqueros              | 1 - 0         | Leones Negros "B" | Municipal Santa Rosa    | 29 de enero     | 15:30           | 0               | 2               | 0               |            |            |
| Gavilanes                | 1 - 0         | Durango           | El Hogar                | 30 de enero     | 15:00           | 0               | 5               | 0               |            |            |
| UAZ                      | 0 - 4         | Colima F.C.       | Carlos Vega Villalba    | 30 de enero     | 15:00           | 0               | 4               | 2               |            |            |
| La Piedad                | 4 - 1         | Cimarrones "B"    | Juan N. López           | 30 de enero     | 15:00           | 0               | 3               | 0               |            |            |
| Mineros de Fresnillo     | 2 - 1         | Tecos             | Minera Fresnillo        | 30 de enero     | 17:00           | 0               | 5               | 0               |            |            |
| Grupo B                  |               |                   |                         |                 |                 |                 |                 |                 |            |            |
| Local                    | Resultado     | Visitante         | Estadio                 | Fecha           | Hora            | Espectadores    | Amonestado      | Expulsado       |            |            |
| Cruz Azul Hidalgo        | 2 - 0         | Cañoneros Marina  | 10 de diciembre         | 30 de enero     | 15:00           | 0               | 4               | 0               |            |            |
| Deportivo Dongu          | 0 - 7         | Irapuato          | Los Pinos               | 30 de enero     | 15:00           | 0               | 1               | 0               |            |            |
| Cafetaleros de Chiapas   | (3) 2 - 2 (2) | Inter Playa       | Víctor Manuel Reyna     | 30 de enero     | 15:00           | 0               | 5               | 0               |            |            |
| Pioneros de Cancún       | 4 - 1         | Inter Querétaro   | O. Andrés Quintana Roo  | 30 de enero     | 16:00           | 0               | 8               | 0               |            |            |
| Cuautla                  | 1 - 0         | Ciervos           | Isidro Gil Tapia        | 31 de enero     | 15:00           | 0               | 3               | 0               |            |            |
| Cafessa Jalisco          | 2 - 0         | Zitácuaro         | Jalisco                 | 1 de febrero    | 19:00           | 0               | 5               | 1               |            |            |
| DESCANSO:                | DESCANSO:     | DESCANSO:         | Aguacateros CDU         | Aguacateros CDU | Aguacateros CDU | Aguacateros CDU | Aguacateros CDU | Aguacateros CDU |            |            |

| Jornada 17        | Jornada 17    | Jornada 17               | Jornada 17                       | Jornada 17         | Jornada 17         | Jornada 17         | Jornada 17         | Jornada 17         | Jornada 17 | Jornada 17 |
| Grupo A           | Grupo A       | Grupo A                  | Grupo A                          | Grupo A            | Grupo A            | Grupo A            | Grupo A            | Grupo A            | Grupo A    | Grupo A    |
| Local             | Resultado     | Visitante                | Estadio                          | Fecha              | Hora               | Espectadores       | Amonestado         | Expulsado          |            |            |
| ----------------- | ------------- | ------------------------ | -------------------------------- | ------------------ | ------------------ | ------------------ | ------------------ | ------------------ | ---------- | ---------- |
| Durango           | 2 - 1         | UAZ                      | Francisco Zarco                  | 5 de febrero       | 20:00              | 0                  | 8                  | 1                  |            |            |
| Cimarrones "B"    | 0 - 1         | Gavilanes                | Héroe de Nacozari                | 6 de febrero       | 11:00              | 0                  | 4                  | 0                  |            |            |
| Saltillo          | (2) 2 - 2 (4) | La Piedad                | Olímpico Francisco I. Madero     | 6 de febrero       | 16:00              | 0                  | 2                  | 1                  |            |            |
| Colima F.C.       | 1 - 2         | Mineros de Fresnillo     | Olímpico Universitario de Colima | 6 de febrero       | 17:00              | 0                  | 3                  | 0                  |            |            |
| Leones Negros "B" | 1 - 2         | Atlético de San Luis "B" | Club Deportivo U. de G.          | 7 de febrero       | 11:00              | 0                  | 2                  | 0                  |            |            |
| Tecos             | 3 - 1         | Mazorqueros              | Tres de Marzo                    | 8 de febrero       | 17:00              | 0                  | 1                  | 0                  |            |            |
| Grupo B           |               |                          |                                  |                    |                    |                    |                    |                    |            |            |
| Local             | Resultado     | Visitante                | Estadio                          | Fecha              | Hora               | Espectadores       | Amonestado         | Expulsado          |            |            |
| Cañoneros Marina  | 2 - 1         | Cuautla                  | Momoxco                          | 5 de febrero       | 12:00              | 0                  | 3                  | 0                  |            |            |
| Irapuato          | 1 - 3         | Aguacateros CDU          | Sergio León Chávez               | 5 de febrero       | 15:00              | 0                  | 4                  | 0                  |            |            |
| Inter Playa       | 1 - 1         | Cruz Azul Hidalgo        | Mario Villanueva Madrid          | 5 de febrero       | 16:00              | 0                  | 4                  | 0                  |            |            |
| Zitácuaro         | (2) 2 - 2 (4) | Cafetaleros de Chiapas   | Ignacio López Rayón              | 6 de febrero       | 11:00              | 0                  | 6                  | 1                  |            |            |
| Ciervos           | 2 - 3         | Deportivo Dongu          | Arreola                          | 6 de febrero       | 11:00              | 0                  | 5                  | 1                  |            |            |
| Inter Querétaro   | 2 - 0         | Cafessa Jalisco          | Unidad Deportiva La Cañada       | 7 de febrero       | 15:00              | 0                  | 7                  | 0                  |            |            |
| DESCANSO:         | DESCANSO:     | DESCANSO:                | Pioneros de Cancún               | Pioneros de Cancún | Pioneros de Cancún | Pioneros de Cancún | Pioneros de Cancún | Pioneros de Cancún |            |            |

| Jornada 18               | Jornada 18 | Jornada 18           | Jornada 18                            | Jornada 18      | Jornada 18      | Jornada 18      | Jornada 18      | Jornada 18      | Jornada 18 | Jornada 18 |
| Grupo A                  | Grupo A    | Grupo A              | Grupo A                               | Grupo A         | Grupo A         | Grupo A         | Grupo A         | Grupo A         | Grupo A    | Grupo A    |
| Local                    | Resultado  | Visitante            | Estadio                               | Fecha           | Hora            | Espectadores    | Amonestado      | Expulsado       |            |            |
| ------------------------ | ---------- | -------------------- | ------------------------------------- | --------------- | --------------- | --------------- | --------------- | --------------- | ---------- | ---------- |
| Gavilanes                | 2 - 1      | Saltillo             | El Hogar                              | 12 de febrero   | 15:00           | 0               | 3               | 4               |            |            |
| La Piedad                | 4 - 0      | Leones Negros "B"    | Juan N. López                         | 12 de febrero   | 15:00           | 0               | 3               | 1               |            |            |
| Durango                  | 3 - 0      | Colima F.C.          | Francisco Zarco                       | 12 de febrero   | 20:00           | 0               | 6               | 0               |            |            |
| Atlético de San Luis "B" | 1 - 2      | Tecos                | Alfonso Lastras Ramírez               | 13 de febrero   | 12:00           | 0               | 6               | 0               |            |            |
| UAZ                      | 2 - 0      | Cimarrones "B"       | Carlos Vega Villalba                  | 13 de febrero   | 15:00           | 0               | 3               | 1               |            |            |
| Mazorqueros              | 0 - 2      | Mineros de Fresnillo | Municipal Santa Rosa                  | 13 de febrero   | 15:30           | 0               | 5               | 0               |            |            |
| Grupo B                  |            |                      |                                       |                 |                 |                 |                 |                 |            |            |
| Local                    | Resultado  | Visitante            | Estadio                               | Fecha           | Hora            | Espectadores    | Amonestado      | Expulsado       |            |            |
| Pioneros de Cancún       | 0 - 3      | Irapuato             | O. Andrés Quintana Roo                | 12 de febrero   | 16:00           | 0               | 3               | 0               |            |            |
| Zitácuaro                | 0 - 1      | Inter Playa          | Ignacio López Rayón                   | 13 de febrero   | 11:00           | 0               | 4               | 1               |            |            |
| Cafetaleros de Chiapas   | 5 - 0      | Inter Querétaro      | Víctor Manuel Reyna                   | 13 de febrero   | 15:00           | 0               | 4               | 1               |            |            |
| Deportivo Dongu          | 4 - 2      | Cañoneros Marina     | Los Pinos                             | 13 de febrero   | 15:00           | 0               | 4               | 0               |            |            |
| Cuautla                  | 0 - 1      | Cruz Azul Hidalgo    | Isidro Gil Tapia                      | 14 de febrero   | 15:00           | 0               | 5               | 1               |            |            |
| Aguacateros CDU          | 2 - 0      | Ciervos              | Unidad Deportiva Hermanos López Rayón | 15 de febrero   | 15:00           | 0               | 4               | 1               |            |            |
| DESCANSO:                | DESCANSO:  | DESCANSO:            | Cafessa Jalisco                       | Cafessa Jalisco | Cafessa Jalisco | Cafessa Jalisco | Cafessa Jalisco | Cafessa Jalisco |            |            |

| Jornada 19           | Jornada 19    | Jornada 19               | Jornada 19                       | Jornada 19             | Jornada 19             | Jornada 19             | Jornada 19             | Jornada 19             | Jornada 19 | Jornada 19 |
| Grupo A              | Grupo A       | Grupo A                  | Grupo A                          | Grupo A                | Grupo A                | Grupo A                | Grupo A                | Grupo A                | Grupo A    | Grupo A    |
| Local                | Resultado     | Visitante                | Estadio                          | Fecha                  | Hora                   | Espectadores           | Amonestado             | Expulsado              |            |            |
| -------------------- | ------------- | ------------------------ | -------------------------------- | ---------------------- | ---------------------- | ---------------------- | ---------------------- | ---------------------- | ---------- | ---------- |
| Cimarrones "B"       | 0 - 0         | Durango                  | Héroe de Nacozari                | 20 de febrero          | 11:00                  | 0                      | 3                      | 0                      |            |            |
| Tecos                | 1 - 3         | La Piedad                | Tres de Marzo                    | 20 de febrero          | 11:00                  | 0                      | 2                      | 0                      |            |            |
| Saltillo             | 2 - 3         | UAZ                      | Olímpico Francisco I. Madero     | 20 de febrero          | 16:00                  | 0                      | 1                      | 0                      |            |            |
| Mineros de Fresnillo | 1 - 2         | Atlético de San Luis "B" | Minera Fresnillo                 | 20 de febrero          | 17:00                  | 0                      | 2                      | 3                      |            |            |
| Colima F.C.          | 3 - 0         | Mazorqueros              | Olímpico Universitario de Colima | 20 de febrero          | 17:00                  | 0                      | 4                      | 0                      |            |            |
| Leones Negros "B"    | 0 - 1         | Gavilanes                | Club Deportivo U. de G.          | 22 de febrero          | 11:00                  | 0                      | 6                      | 0                      |            |            |
| Grupo B              |               |                          |                                  |                        |                        |                        |                        |                        |            |            |
| Local                | Resultado     | Visitante                | Estadio                          | Fecha                  | Hora                   | Espectadores           | Amonestado             | Expulsado              |            |            |
| Irapuato             | 0 - 0         | Cafessa Jalisco          | Sergio León Chávez               | 19 de febrero          | 15:00                  | 0                      | 3                      | 0                      |            |            |
| Inter Playa          | 3 - 0         | Cuautla                  | Mario Villanueva Madrid          | 19 de febrero          | 16:00                  | 0                      | 4                      | 0                      |            |            |
| Ciervos              | 1 - 1         | Pioneros de Cancún       | Arreola                          | 20 de febrero          | 11:00                  | 0                      | 4                      | 1                      |            |            |
| Cañoneros Marina     | 0 - 4         | Aguacateros CDU          | Momoxco                          | 20 de febrero          | 12:00                  | 0                      | 4                      | 2                      |            |            |
| Cruz Azul Hidalgo    | 2 - 1         | Deportivo Dongu          | 10 de diciembre                  | 20 de febrero          | 15:00                  | 0                      | 4                      | 0                      |            |            |
| Inter Querétaro      | (3) 2 - 2 (4) | Zitácuaro                | Unidad Deportiva La Cañada       | 21 de febrero          | 15:00                  | 0                      | 4                      | 0                      |            |            |
| DESCANSO:            | DESCANSO:     | DESCANSO:                | Cafetaleros de Chiapas           | Cafetaleros de Chiapas | Cafetaleros de Chiapas | Cafetaleros de Chiapas | Cafetaleros de Chiapas | Cafetaleros de Chiapas |            |            |

| Jornada 20               | Jornada 20 | Jornada 20           | Jornada 20                            | Jornada 20    | Jornada 20 | Jornada 20   | Jornada 20 | Jornada 20 | Jornada 20 | Jornada 20 |
| Grupo A                  | Grupo A    | Grupo A              | Grupo A                               | Grupo A       | Grupo A    | Grupo A      | Grupo A    | Grupo A    | Grupo A    | Grupo A    |
| Local                    | Resultado  | Visitante            | Estadio                               | Fecha         | Hora       | Espectadores | Amonestado | Expulsado  |            |            |
| ------------------------ | ---------- | -------------------- | ------------------------------------- | ------------- | ---------- | ------------ | ---------- | ---------- | ---------- | ---------- |
| Atlético de San Luis "B" | 2 - 1      | Mazorqueros          | Centro de Entrenamiento La Presa      | 5 de marzo    | 16:00      | 0            | 4          | 2          |            |            |
| Durango                  | 3 - 1      | Saltillo             | Francisco Zarco                       | 5 de marzo    | 20:00      | 0            | 3          | 1          |            |            |
| Cimarrones "B"           | 1 - 4      | Colima F.C.          | Héroe de Nacozari                     | 6 de marzo    | 10:00      | 0            | 4          | 0          |            |            |
| Gavilanes                | 1 - 0      | Tecos                | El Hogar                              | 6 de marzo    | 15:00      | 0            | 2          | 0          |            |            |
| UAZ                      | 1 - 0      | Leones Negros "B"    | Carlos Vega Villalba                  | 6 de marzo    | 15:00      | 0            | 3          | 0          |            |            |
| La Piedad                | 1 - 0      | Mineros de Fresnillo | Juan N. López                         | 8 de marzo    | 16:00      | 0            | 3          | 1          |            |            |
| Grupo B                  |            |                      |                                       |               |            |              |            |            |            |            |
| Local                    | Resultado  | Visitante            | Estadio                               | Fecha         | Hora       | Espectadores | Amonestado | Expulsado  |            |            |
| Deportivo Dongu          | 2 - 1      | Cuautla              | Los Pinos                             | 27 de febrero | 15:00      | 0            | 3          | 0          |            |            |
| Aguacateros CDU          | 1 - 2      | Cruz Azul Hidalgo    | Unidad Deportiva Hermanos López Rayón | 27 de febrero | 15:00      | 0            | 9          | 1          |            |            |
| Pioneros de Cancún       | 1 - 0      | Cañoneros Marina     | O. Andrés Quintana Roo                | 27 de febrero | 16:00      | 0            | 1          | 0          |            |            |
| Cafessa Jalisco          | 3 - 0      | Ciervos              | Jalisco                               | 27 de febrero | 19:00      | 0            | 3          | 0          |            |            |
| Inter Querétaro          | 1 - 4      | Inter Playa          | Unidad Deportiva La Cañada            | 28 de febrero | 15:00      | 0            | 3          | 0          |            |            |
| Cafetaleros de Chiapas   | 0 - 0      | Irapuato             | Víctor Manuel Reyna                   | 1 de marzo    | 15:00      | 0            | 2          | 3          |            |            |
| DESCANSO:                | DESCANSO:  | DESCANSO:            | Zitácuaro                             | Zitácuaro     | Zitácuaro  | Zitácuaro    | Zitácuaro  | Zitácuaro  |            |            |

| Jornada 21           | Jornada 21 | Jornada 21               | Jornada 21                       | Jornada 21      | Jornada 21      | Jornada 21      | Jornada 21      | Jornada 21      | Jornada 21 | Jornada 21 |
| Grupo A              | Grupo A    | Grupo A                  | Grupo A                          | Grupo A         | Grupo A         | Grupo A         | Grupo A         | Grupo A         | Grupo A    | Grupo A    |
| Local                | Resultado  | Visitante                | Estadio                          | Fecha           | Hora            | Espectadores    | Amonestado      | Expulsado       |            |            |
| -------------------- | ---------- | ------------------------ | -------------------------------- | --------------- | --------------- | --------------- | --------------- | --------------- | ---------- | ---------- |
| Leones Negros "B"    | 1 - 4      | Durango                  | Club Deportivo U. de G.          | 12 de marzo     | 11:00           | 0               | 5               | 0               |            |            |
| Tecos                | 1 - 1      | UAZ                      | Tres de Marzo                    | 12 de marzo     | 18:00           | 0               | 6               | 1               |            |            |
| Mazorqueros          | 1 - 1      | La Piedad                | Municipal Santa Rosa             | 13 de marzo     | 15:30           | 0               | 4               | 0               |            |            |
| Saltillo             | 1 - 0      | Cimarrones "B"           | Olímpico Francisco I. Madero     | 13 de marzo     | 16:00           | 0               | 3               | 0               |            |            |
| Mineros de Fresnillo | 1 - 1      | Gavilanes                | Minera Fresnillo                 | 13 de marzo     | 17:00           | 0               | 4               | 0               |            |            |
| Colima F.C.          | 2 - 0      | Atlético de San Luis "B" | Olímpico Universitario de Colima | 14 de marzo     | 17:00           | 0               | 3               | 1               |            |            |
| Grupo B              |            |                          |                                  |                 |                 |                 |                 |                 |            |            |
| Local                | Resultado  | Visitante                | Estadio                          | Fecha           | Hora            | Espectadores    | Amonestado      | Expulsado       |            |            |
| Cañoneros Marina     | 2 - 3      | Cafessa Jalisco          | Momoxco                          | 5 de marzo      | 12:00           | 0               | 2               | 0               |            |            |
| Inter Playa          | 3 - 1      | Deportivo Dongu          | Mario Villanueva Madrid          | 5 de marzo      | 16:00           | 0               | 4               | 0               |            |            |
| Ciervos              | 0 - 4      | Cafetaleros de Chiapas   | Arreola                          | 6 de marzo      | 11:00           | 0               | 5               | 1               |            |            |
| Cruz Azul Hidalgo    | 0 - 1      | Pioneros de Cancún       | 10 de diciembre                  | 6 de marzo      | 11:00           | 0               | 5               | 0               |            |            |
| Irapuato             | 2 - 1      | Zitácuaro                | Sergio León Chávez               | 7 de marzo      | 15:00           | 0               | 3               | 0               |            |            |
| Cuautla              | 0 - 3      | Aguacateros CDU          | Isidro Gil Tapia                 | 7 de marzo      | 15:00           | 0               | 5               | 0               |            |            |
| DESCANSO:            | DESCANSO:  | DESCANSO:                | Inter Querétaro                  | Inter Querétaro | Inter Querétaro | Inter Querétaro | Inter Querétaro | Inter Querétaro |            |            |

| Jornada 22             | Jornada 22 | Jornada 22               | Jornada 22                            | Jornada 22  | Jornada 22  | Jornada 22   | Jornada 22  | Jornada 22  | Jornada 22 | Jornada 22 |
| Grupo A                | Grupo A    | Grupo A                  | Grupo A                               | Grupo A     | Grupo A     | Grupo A      | Grupo A     | Grupo A     | Grupo A    | Grupo A    |
| Local                  | Resultado  | Visitante                | Estadio                               | Fecha       | Hora        | Espectadores | Amonestado  | Expulsado   |            |            |
| ---------------------- | ---------- | ------------------------ | ------------------------------------- | ----------- | ----------- | ------------ | ----------- | ----------- | ---------- | ---------- |
| Durango                | 1 - 1      | Tecos                    | Francisco Zarco                       | 19 de marzo | 20:00       | 0            | 7           | 1           |            |            |
| Cimarrones "B"         | 1 - 2      | Leones Negros "B"        | Héroe de Nacozari                     | 20 de marzo | 10:00       | 0            | 4           | 0           |            |            |
| Gavilanes              | 1 - 0      | Mazorqueros              | El Hogar                              | 20 de marzo | 16:00       | 0            | 2           | 0           |            |            |
| Saltillo               | 0 - 1      | Colima F.C.              | Olímpico Francisco I. Madero          | 20 de marzo | 16:00       | 0            | 3           | 0           |            |            |
| La Piedad              | 1 - 0      | Atlético de San Luis "B" | Juan N. López                         | 21 de marzo | 15:00       | 0            | 3           | 0           |            |            |
| UAZ                    | 2 - 0      | Mineros de Fresnillo     | Carlos Vega Villalba                  | 22 de marzo | 15:00       | 0            | 6           | 0           |            |            |
| Grupo B                |            |                          |                                       |             |             |              |             |             |            |            |
| Local                  | Resultado  | Visitante                | Estadio                               | Fecha       | Hora        | Espectadores | Amonestado  | Expulsado   |            |            |
| Pioneros de Cancún     | 4 - 1      | Cuautla                  | O. Andrés Quintana Roo                | 12 de marzo | 16:00       | 0            | 5           | 1           |            |            |
| Aguacateros CDU        | 1 - 1      | Deportivo Dongu          | Unidad Deportiva Hermanos López Rayón | 13 de marzo | 15:00       | 0            | 4           | 0           |            |            |
| Cafessa Jalisco        | 1 - 3      | Cruz Azul Hidalgo        | Jalisco                               | 13 de marzo | 19:00       | 0            | 7           | 0           |            |            |
| Inter Querétaro        | 1 - 4      | Irapuato                 | Unidad Deportiva La Cañada            | 14 de marzo | 15:00       | 0            | 2           | 0           |            |            |
| Cafetaleros de Chiapas | 9 - 1      | Cañoneros Marina         | Víctor Manuel Reyna                   | 14 de marzo | 15:00       | 0            | 2           | 0           |            |            |
| Zitácuaro              | 0 - 0      | Ciervos                  | Ignacio López Rayón                   | 15 de marzo | 11:00       | 0            | 3           | 0           |            |            |
| DESCANSO:              | DESCANSO:  | DESCANSO:                | Inter Playa                           | Inter Playa | Inter Playa | Inter Playa  | Inter Playa | Inter Playa |            |            |

| Jornada 23               | Jornada 23    | Jornada 23             | Jornada 23                       | Jornada 23  | Jornada 23 | Jornada 23   | Jornada 23 | Jornada 23 | Jornada 23 | Jornada 23 |
| Grupo A                  | Grupo A       | Grupo A                | Grupo A                          | Grupo A     | Grupo A    | Grupo A      | Grupo A    | Grupo A    | Grupo A    | Grupo A    |
| Local                    | Resultado     | Visitante              | Estadio                          | Fecha       | Hora       | Espectadores | Amonestado | Expulsado  |            |            |
| ------------------------ | ------------- | ---------------------- | -------------------------------- | ----------- | ---------- | ------------ | ---------- | ---------- | ---------- | ---------- |
| Mazorqueros              | 3 - 0         | UAZ                    | Municipal Santa Rosa             | 2 de abril  | 15:30      | 47           | 6          | 4          |            |            |
| Mineros de Fresnillo     | 0 - 1         | Durango                | Minera Fresnillo                 | 2 de abril  | 17:00      | 0            | 11         | 1          |            |            |
| Tecos                    | 1 - 0         | Cimarrones "B"         | Tres de Marzo                    | 2 de abril  | 18:00      | 0            | 5          | 1          |            |            |
| Leones Negros "B"        | 3 - 0         | Saltillo               | Club Deportivo U. de G.          | 3 de abril  | 11:00      | 0            | 2          | 0          |            |            |
| Atlético de San Luis "B" | 1 - 1         | Gavilanes              | Centro de Entrenamiento La Presa | 3 de abril  | 12:00      | 0            | 5          | 1          |            |            |
| La Piedad                | 1 - 0         | Colima F.C.            | Juan N. López                    | 4 de abril  | 16:00      | 0            | 1          | 0          |            |            |
| Grupo B                  |               |                        |                                  |             |            |              |            |            |            |            |
| Local                    | Resultado     | Visitante              | Estadio                          | Fecha       | Hora       | Espectadores | Amonestado | Expulsado  |            |            |
| Inter Playa              | 4 - 1         | Aguacateros CDU        | Mario Villanueva Madrid          | 19 de marzo | 16:00      | 100          | 4          | 1          |            |            |
| Ciervos                  | (2) 2 - 2 (1) | Inter Querétaro        | Arreola                          | 20 de marzo | 11:00      | 0            | 3          | 0          |            |            |
| Cañoneros Marina         | 1 - 2         | Zitácuaro              | Momoxco                          | 20 de marzo | 12:00      | 0            | 7          | 0          |            |            |
| Deportivo Dongu          | 2 - 1         | Pioneros de Cancún     | Los Pinos                        | 20 de marzo | 15:00      | 0            | 6          | 0          |            |            |
| Cruz Azul Hidalgo        | 1 - 1         | Cafetaleros de Chiapas | 10 de diciembre                  | 20 de marzo | 15:00      | 0            | 5          | 2          |            |            |
| Cuautla                  | 0 - 2         | Cafessa Jalisco        | Isidro Gil Tapia                 | 21 de marzo | 15:00      | 0            | 4          | 0          |            |            |
| DESCANSO:                | DESCANSO:     | DESCANSO:              | Irapuato                         | Irapuato    | Irapuato   | Irapuato     | Irapuato   | Irapuato   |            |            |

| Jornada 24             | Jornada 24    | Jornada 24               | Jornada 24                       | Jornada 24  | Jornada 24 | Jornada 24   | Jornada 24 | Jornada 24 | Jornada 24 | Jornada 24 |
| Grupo A                | Grupo A       | Grupo A                  | Grupo A                          | Grupo A     | Grupo A    | Grupo A      | Grupo A    | Grupo A    | Grupo A    | Grupo A    |
| Local                  | Resultado     | Visitante                | Estadio                          | Fecha       | Hora       | Espectadores | Amonestado | Expulsado  |            |            |
| ---------------------- | ------------- | ------------------------ | -------------------------------- | ----------- | ---------- | ------------ | ---------- | ---------- | ---------- | ---------- |
| Durango                | 4 - 0         | Mazorqueros              | Francisco Zarco                  | 9 de abril  | 20:00      | 150          | 3          | 0          |            |            |
| Cimarrones "B"         | 2 - 0         | Mineros de Fresnillo     | Héroe de Nacozari                | 10 de abril | 10:00      | 0            | 3          | 0          |            |            |
| UAZ                    | 1 - 0         | Atlético de San Luis "B" | Carlos Vega Villalba             | 10 de abril | 15:00      | 0            | 3          | 0          |            |            |
| Gavilanes              | 3 - 0         | La Piedad                | El Hogar                         | 10 de abril | 16:00      | 500          | 0          | 0          |            |            |
| Saltillo               | (5) 2 - 2 (6) | Tecos                    | Olímpico Francisco I. Madero     | 10 de abril | 16:00      | 0            | 1          | 0          |            |            |
| Colima F.C.            | 3 - 2         | Leones Negros "B"        | Olímpico Universitario de Colima | 11 de abril | 19:00      | 300          | 4          | 0          |            |            |
| Grupo B                |               |                          |                                  |             |            |              |            |            |            |            |
| Local                  | Resultado     | Visitante                | Estadio                          | Fecha       | Hora       | Espectadores | Amonestado | Expulsado  |            |            |
| Pioneros de Cancún     | 4 - 3         | Aguacateros CDU          | O. Andrés Quintana Roo           | 24 de marzo | 11:00      | 0            | 3          | 0          |            |            |
| Irapuato               | 1 - 0         | Inter Playa              | Sergio León Chávez               | 26 de marzo | 15:00      | 1 500        | 6          | 0          |            |            |
| Cafetaleros de Chiapas | 2 - 1         | Cuautla                  | Víctor Manuel Reyna              | 27 de marzo | 15:00      | 0            | 2          | 0          |            |            |
| Zitácuaro              | 1 - 0         | Cruz Azul Hidalgo        | Ignacio López Rayón              | 28 de marzo | 11:00      | 0            | 3          | 0          |            |            |
| Inter Querétaro        | 2 - 1         | Cañoneros Marina         | Unidad Deportiva La Cañada       | 29 de marzo | 15:00      | 0            | 3          | 0          |            |            |
| Cafessa Jalisco        | 1 - 0         | Deportivo Dongu          | Jalisco                          | 31 de marzo | 19:00      | 0            | 4          | 0          |            |            |
| DESCANSO:              | DESCANSO:     | DESCANSO:                | Ciervos                          | Ciervos     | Ciervos    | Ciervos      | Ciervos    | Ciervos    |            |            |

| Pioneros de Cancún | 2 - 1     | Inter Playa            | O. Andrés Quintana Roo                | 2 de abril       | 16:00            | 0                | 3                | 1                |
| Ciervos            | 0 - 3     | Irapuato               | Arreola                               | 3 de abril       | 11:00            | 0                | 6                | 0                |
| Aguacateros CDU    | 1 -0      | Cafessa Jalisco        | Unidad Deportiva Hermanos López Rayón | 3 de abril       | 15:00            | 0                | 3                | 1                |
| Deportivo Dongu    | 0 - 4     | Cafetaleros de Chiapas | Los Pinos                             | 3 de abril       | 15:00            | 0                | 5                | 0                |
| Cruz Azul Hidalgo  | 3 - 2     | Inter Querétaro        | 10 de diciembre                       | 3 de abril       | 15:00            | 0                | 1                | 0                |
| Cuautla            | 4 - 1     | Zitácuaro              | Isidro Gil Tapia                      | 4 de abril       | 15:00            | 0                | 4                | 1                |
| DESCANSO:          | DESCANSO: | DESCANSO:              | Cañoneros Marina                      | Cañoneros Marina | Cañoneros Marina | Cañoneros Marina | Cañoneros Marina | Cañoneros Marina |

| Zitácuaro              | 1 - 3     | Deportivo Dongu    | Ignacio López Rayón        | 9 de abril        | 11:00             | 0                 | 3                 | 0                 |
| Irapuato               | 6 - 0     | Cañoneros Marina   | Sergio León Chávez         | 9 de abril        | 15:00             | 1 500             | 5                 | 1                 |
| Inter Playa            | 8 - 0     | Ciervos            | Mario Villanueva Madrid    | 9 de abril        | 16:00             | 200               | 3                 | 2                 |
| Cafessa Jalisco        | 0 - 0     | Pioneros de Cancún | Jalisco                    | 9 de abril        | 19:00             | 0                 | 5                 | 0                 |
| Inter Querétaro        | 0 - 2     | Cuautla            | Unidad Deportiva La Cañada | 11 de abril       | 15:00             | 0                 | 2                 | 0                 |
| Cafetaleros de Chiapas | 2 - 4     | Aguacateros CDU    | Víctor Manuel Reyna        | 11 de abril       | 16:00             | 324               | 3                 | 1                 |
| DESCANSO:              | DESCANSO: | DESCANSO:          | Cruz Azul Hidalgo          | Cruz Azul Hidalgo | Cruz Azul Hidalgo | Cruz Azul Hidalgo | Cruz Azul Hidalgo | Cruz Azul Hidalgo |

## Tabla General de Clasificación
| Pos. | Equipo                   | Pts. | PJ | G  | E | P  | GF | GC | Dif. | Clasificación |
| ---- | ------------------------ | ---- | -- | -- | - | -- | -- | -- | ---- | ------------- |
| 1    | Cruz Azul Hidalgo        | 59   | 24 | 16 | 5 | 3  | 52 | 18 | +34  | Liguilla      |
| 2    | Inter Playa              | 57   | 24 | 16 | 4 | 4  | 55 | 17 | +38  | Liguilla      |
| 3    | Irapuato (C)             | 57   | 24 | 15 | 5 | 4  | 58 | 21 | +37  | Liguilla      |
| 4    | Cafetaleros de Chiapas   | 53   | 24 | 13 | 8 | 3  | 63 | 24 | +39  | Liguilla      |
| 5    | Durango                  | 52   | 22 | 15 | 4 | 3  | 44 | 15 | +29  | Liguilla      |
| 6    | Cafessa Jalisco          | 50   | 24 | 13 | 6 | 5  | 40 | 22 | +18  |               |
| 7    | La Piedad                | 47   | 22 | 13 | 4 | 5  | 44 | 25 | +19  | Liguilla      |
| 8    | Colima F.C.              | 46   | 22 | 13 | 3 | 6  | 36 | 19 | +17  | Liguilla      |
| 9    | Gavilanes                | 46   | 22 | 14 | 4 | 4  | 22 | 14 | +8   | Liguilla      |
| 10   | Aguacateros CDU          | 44   | 24 | 12 | 3 | 9  | 43 | 38 | +5   |               |
| 11   | Pioneros de Cancún       | 42   | 24 | 12 | 4 | 8  | 37 | 33 | +4   |               |
| 12   | Mineros de Fresnillo     | 35   | 22 | 9  | 5 | 8  | 35 | 29 | +6   |               |
| 13   | Atlético de San Luis "B" | 32   | 22 | 9  | 3 | 10 | 22 | 24 | −2   |               |
| 14   | UAZ                      | 32   | 22 | 8  | 6 | 8  | 25 | 28 | −3   |               |
| 15   | Deportivo Dongu          | 32   | 24 | 8  | 5 | 11 | 29 | 48 | −19  |               |
| 16   | Zitácuaro                | 31   | 24 | 8  | 5 | 11 | 26 | 37 | −11  |               |
| 17   | Tecos                    | 25   | 22 | 6  | 6 | 10 | 23 | 29 | −6   |               |
| 18   | Mazorqueros              | 24   | 22 | 7  | 3 | 12 | 23 | 36 | −13  |               |
| 19   | Saltillo                 | 22   | 22 | 4  | 8 | 10 | 23 | 40 | −17  |               |
| 20   | Leones Negros "B"        | 19   | 22 | 5  | 3 | 14 | 25 | 42 | −17  |               |
| 21   | Cuautla                  | 19   | 24 | 5  | 3 | 16 | 23 | 44 | −21  |               |
| 22   | Inter Querétaro          | 17   | 24 | 4  | 5 | 15 | 27 | 61 | −34  |               |
| 23   | Cimarrones "B"           | 11   | 22 | 2  | 5 | 15 | 13 | 34 | −21  |               |
| 24   | Ciervos                  | 11   | 24 | 2  | 4 | 18 | 12 | 63 | −51  |               |
| 25   | Cañoneros Marina         | 10   | 24 | 2  | 3 | 19 | 17 | 56 | −39  |               |

Actualizado a los partidos jugados el 11 de abril de 2021.
 Fuente: Liga Premier FMF
Criterios de clasificación: Puntos · Diferencia de goles · Goles a favor · Play-off

## Tabla de Clasificación por Grupos

### Grupo 1
| Pos. | Equipo                   | Pts. | PJ | G  | E | P  | GF | GC | Dif. | Clasificación |
| ---- | ------------------------ | ---- | -- | -- | - | -- | -- | -- | ---- | ------------- |
| 1    | Durango                  | 52   | 22 | 15 | 4 | 3  | 44 | 15 | +29  | Liguilla      |
| 2    | La Piedad                | 47   | 22 | 13 | 4 | 5  | 44 | 25 | +19  | Liguilla      |
| 3    | Colima F.C.              | 46   | 22 | 13 | 3 | 6  | 36 | 19 | +17  | Liguilla      |
| 4    | Gavilanes                | 46   | 22 | 14 | 4 | 4  | 22 | 14 | +8   | Liguilla      |
| 5    | Mineros de Fresnillo     | 35   | 22 | 9  | 5 | 8  | 35 | 29 | +6   |               |
| 6    | Atlético de San Luis "B" | 32   | 22 | 9  | 3 | 10 | 22 | 24 | −2   |               |
| 7    | UAZ                      | 32   | 22 | 8  | 6 | 8  | 25 | 28 | −3   |               |
| 8    | Tecos                    | 25   | 22 | 6  | 6 | 10 | 23 | 29 | −6   |               |
| 9    | Mazorqueros              | 24   | 22 | 7  | 3 | 12 | 23 | 36 | −13  |               |
| 10   | Saltillo                 | 22   | 22 | 4  | 8 | 10 | 23 | 40 | −17  |               |
| 11   | Leones Negros "B"        | 19   | 22 | 5  | 3 | 14 | 25 | 42 | −17  |               |
| 12   | Cimarrones "B"           | 11   | 22 | 2  | 5 | 15 | 13 | 34 | −21  |               |

Actualizado a los partidos jugados el 11 de abril de 2021.
 Fuente: Liga Premier FMF
Criterios de clasificación: Puntos · Diferencia de goles · Goles a favor · Play-off

#### Evolución de la clasificación
Fecha de actualización: 11 de abril de 2021 
| Equipo / Jornada | 01 | 02  | 03  | 04  | 05  | 06 | 07  | 08  | 09 | 10 | 11 | 12 | 13 | 14 | 15 | 16 | 17 | 18 | 19 | 20 | 21 | 22 |
| ---------------- | -- | --- | --- | --- | --- | -- | --- | --- | -- | -- | -- | -- | -- | -- | -- | -- | -- | -- | -- | -- | -- | -- |
| Durango          | 1  | 1   | 1   | 1   | 1   | 2  | 2*  | 1   | 1  | 1  | 1  | 1  | 1  | 1  | 1  | 1  | 1  | 1  | 1  | 1  | 1  | 1  |
| La Piedad        | 7* | 11* | 9*  | 9†  | 7†  | 6* | 6†  | 6†  | 3* | 2* | 3  | 3  | 3  | 3  | 2  | 3  | 2  | 2  | 2  | 2  | 2  | 2  |
| Colima           | 2  | 3   | 2   | 3   | 2   | 1  | 1   | 2   | 2  | 3  | 2  | 2  | 2  | 2  | 4  | 5  | 5  | 4  | 3  | 3  | 3  | 3  |
| Gavilanes        | 11 | 12* | 12* | 8*  | 11† | 8* | 10* | 11† | 7† | 4  | 4  | 4  | 5  | 5  | 5  | 4  | 3  | 3  | 4  | 4  | 4  | 4  |
| Mineros Fr       | 6  | 2   | 5*  | 6*  | 4*  | 3  | 4*  | 5†  | 4† | 5* | 5  | 5  | 4  | 4  | 3  | 2  | 4  | 5  | 5  | 5  | 5  | 5  |
| At. San Luis     | 12 | 6   | 4   | 4   | 6   | 5  | 5   | 4   | 6  | 7  | 7  | 7  | 6  | 6  | 6  | 6  | 6  | 6  | 6  | 6  | 6  | 6  |
| UAZ              | 8* | 9†  | 11† | 12† | 9†  | 9* | 7*  | 8*  | 8* | 8  | 8  | 8  | 9  | 9  | 9  | 8  | 7  | 7  | 7  | 7  | 7  | 7  |
| Tecos            | 9  | 8   | 8*  | 11* | 8*  | 11 | 9   | 9   | 11 | 11 | 10 | 11 | 11 | 11 | 10 | 9  | 9  | 9  | 10 | 10 | 9  | 8  |
| Mazorqueros      | 3  | 4   | 3   | 2   | 3   | 4  | 3   | 3   | 5  | 6  | 6  | 6  | 7  | 7  | 7  | 7  | 8  | 8  | 8  | 8  | 8  | 9  |
| Saltillo         | 5  | 5   | 6   | 7*  | 10† | 10 | 11* | 7   | 9  | 9  | 9  | 9  | 8  | 8  | 8  | 10 | 10 | 10 | 9  | 9  | 10 | 10 |
| Leones Negros    | 4  | 7   | 7   | 5   | 5   | 7  | 8   | 10  | 10 | 10 | 11 | 10 | 10 | 10 | 11 | 11 | 11 | 11 | 11 | 11 | 11 | 11 |
| Cimarrones       | 10 | 10  | 10  | 10  | 12  | 12 | 12  | 12  | 12 | 12 | 12 | 12 | 12 | 12 | 12 | 12 | 12 | 12 | 12 | 12 | 12 | 12 |

- *: Indica la posición del equipo con un partido pendiente al finalizar la jornada.
- †: Indica la posición del equipo con dos partidos pendientes al finalizar la jornada.
- ω: Indica la posición del equipo con tres partidos pendientes al finalizar la jornada.

### Grupo 2
| Pos. | Equipo                 | Pts. | PJ | G  | E | P  | GF | GC | Dif. | Clasificación |
| ---- | ---------------------- | ---- | -- | -- | - | -- | -- | -- | ---- | ------------- |
| 1    | Cruz Azul Hidalgo      | 59   | 24 | 16 | 5 | 3  | 52 | 18 | +34  | Liguilla      |
| 2    | Inter Playa            | 57   | 24 | 16 | 4 | 4  | 55 | 17 | +38  | Liguilla      |
| 3    | Irapuato               | 57   | 24 | 15 | 5 | 4  | 58 | 21 | +37  | Liguilla      |
| 4    | Cafetaleros de Chiapas | 53   | 24 | 13 | 8 | 3  | 63 | 24 | +39  | Liguilla      |
| 5    | Cafessa Jalisco        | 50   | 24 | 13 | 6 | 5  | 40 | 22 | +18  |               |
| 6    | Aguacateros CDU        | 44   | 24 | 12 | 3 | 9  | 43 | 38 | +5   |               |
| 7    | Pioneros de Cancún     | 42   | 24 | 12 | 4 | 8  | 37 | 33 | +4   |               |
| 8    | Deportivo Dongu        | 32   | 24 | 8  | 5 | 11 | 29 | 48 | −19  |               |
| 9    | Zitácuaro              | 31   | 24 | 8  | 5 | 11 | 26 | 37 | −11  |               |
| 10   | Cuautla                | 19   | 24 | 5  | 3 | 16 | 23 | 44 | −21  |               |
| 11   | Inter Querétaro        | 17   | 24 | 4  | 5 | 15 | 27 | 61 | −34  |               |
| 12   | Ciervos                | 11   | 24 | 2  | 4 | 18 | 12 | 63 | −51  |               |
| 13   | Cañoneros Marina       | 10   | 24 | 2  | 3 | 19 | 17 | 56 | −39  |               |

Actualizado a los partidos jugados el 11 de abril de 2021.
 Fuente: Liga Premier FMF
Criterios de clasificación: Puntos · Diferencia de goles · Goles a favor · Play-off

#### Evolución de la clasificación
Fecha de actualización: 11 de abril de 2021 
| Equipo / Jornada | 01 | 02  | 03  | 04  | 05  | 06  | 07  | 08  | 09  | 10  | 11  | 12 | 13  | 14  | 15  | 16  | 17  | 18  | 19  | 20  | 21  | 22  | 23  | 24  | 25 | 26 |
| ---------------- | -- | --- | --- | --- | --- | --- | --- | --- | --- | --- | --- | -- | --- | --- | --- | --- | --- | --- | --- | --- | --- | --- | --- | --- | -- | -- |
| C. Azul H.       | 8* | 4*  | 1*  | 1*  | 1*  | 1*  | 1†  | 1†  | 2†  | 2†  | 2†  | 1* | 1   | 1   | 1*  | 1*  | 1*  | 1*  | 1   | 1   | 1   | 1   | 1   | 1   | 1  | 1  |
| Inter Playa      | 4  | 3   | 4   | 7   | 4   | 5   | 4   | 3   | 5   | 3   | 3   | 5* | 5†  | 5†  | 4†  | 5†  | 2*  | 2*  | 2   | 2   | 2   | 2   | 2   | 2   | 3  | 2  |
| Irapuato         | 6* | 10† | 6†  | 2†  | 2†  | 3†  | 5ω  | 6ω  | 6ω  | 5†  | 4*  | 4* | 4   | 4   | 5*  | 4*  | 5*  | 4*  | 4*  | 5*  | 5*  | 3   | 3   | 3   | 2  | 3  |
| Cafetaleros      | 2  | 1   | 2   | 3*  | 3*  | 2*  | 2†  | 2†  | 1†  | 1†  | 1†  | 2* | 3   | 3   | 3   | 3   | 4   | 3   | 3   | 4   | 3   | 4   | 4   | 4   | 4  | 4  |
| Cafessa          | 10 | 9   | 11* | 11* | 11* | 9*  | 6*  | 5*  | 4*  | 6*  | 5*  | 3* | 2   | 2   | 2   | 2   | 3   | 5   | 5   | 3   | 4   | 5   | 5   | 5   | 5  | 5  |
| ACDU             | 11 | 8   | 9   | 9   | 7   | 8*  | 9†  | 7†  | 7†  | 8†  | 7†  | 8* | 8*  | 6*  | 7†  | 8†  | 7*  | 6   | 6   | 6   | 6   | 6   | 6   | 7   | 7  | 6  |
| Pioneros         | 12 | 7   | 3   | 5   | 8   | 4   | 3   | 4   | 3   | 4   | 6*  | 6† | 6†  | 7†  | 8*  | 6   | 6   | 7   | 7   | 7   | 7   | 7   | 7   | 6   | 6  | 7  |
| Dongu            | 5  | 5   | 8   | 4   | 5   | 7   | 7   | 8   | 8   | 9   | 9   | 9  | 9   | 9*  | 9*  | 9*  | 9*  | 9   | 9   | 9   | 9   | 9   | 9   | 9   | 9  | 8  |
| Zitácuaro        | 3  | 6   | 7*  | 8†  | 9†  | 11† | 11† | 10† | 9†  | 7†  | 8†  | 7* | 7   | 8   | 6   | 7   | 8   | 8   | 8   | 8   | 8   | 8   | 8   | 8   | 8  | 9  |
| Cuautla          | 7  | 11* | 12* | 12* | 12* | 10* | 10* | 11* | 11* | 11  | 12  | 11 | 12* | 12* | 12† | 10† | 12† | 12† | 12† | 12† | 12† | 12* | 12* | 13* | 11 | 10 |
| Azores/Inter     | 9  | 12  | 13  | 13  | 13  | 13  | 13  | 13  | 13  | 12  | 10  | 10 | 10* | 10† | 10ω | 11ω | 10† | 10* | 10* | 10* | 10* | 10  | 10  | 10  | 10 | 11 |
| Ciervos          | 13 | 13  | 10  | 10  | 10  | 12  | 12  | 12  | 12  | 13  | 13  | 13 | 13* | 13† | 13ω | 13ω | 13† | 13† | 13* | 13* | 13* | 13* | 13* | 11  | 12 | 12 |
| C. Marina        | 1  | 2   | 5   | 6   | 6   | 6*  | 8*  | 9*  | 10* | 10* | 11* | 11 | 11  | 11* | 11† | 12† | 11† | 11† | 11* | 11* | 11* | 11* | 11* | 12  | 13 | 13 |

- #: Indica la posición del equipo en su jornada de descanso.
- *: Indica la posición del equipo con un partido pendiente al finalizar la jornada.
- †: Indica la posición del equipo con dos partidos pendientes al finalizar la jornada.
- ω: Indica la posición del equipo con tres partidos pendientes al finalizar la jornada.

## Tabla de Cocientes
- Debido a la diferencia de equipos integrantes por grupo, la tabla de cocientes se utiliza para determinar el orden de los clasificados a la fase de liguilla por el título y el ascenso.[29] Suele utilizarse además para determinar los descensos de categoría, sin embargo, para la temporada 2020-2021 estos fueron suspendidos.[30]

- Datos según la página oficial

 Fecha de actualización: 11 de abril de 2021
| Posición | Equipo                              | Puntos | Juegos | Cociente | Diferencia |
| -------- | ----------------------------------- | ------ | ------ | -------- | ---------- |
| 1        | Cruz Azul Hidalgo                   | 59     | 24     | 2.458    | +34        |
| 2        | Inter Playa                         | 57     | 24     | 2.375    | +38        |
| 3        | Irapuato                            | 57     | 24     | 2.375    | +37        |
| 4        | Durango                             | 52     | 22     | 2.363    | +29        |
| 5        | Cafetaleros de Chiapas              | 53     | 24     | 2.208    | +39        |
| 6        | La Piedad                           | 47     | 22     | 2.136    | +19        |
| 7        | Colima F.C.                         | 46     | 22     | 2.091    | +17        |
| 8        | Gavilanes                           | 46     | 22     | 2.091    | +8         |
| 9        | Cafessa Jalisco                     | 50     | 24     | 2.083    | +18        |
| 10       | Aguacateros CDU                     | 44     | 24     | 1.833    | +6         |
| 11       | Pioneros de Cancún                  | 42     | 24     | 1.750    | +4         |
| 12       | Mineros de Fresnillo                | 35     | 22     | 1.591    | +6         |
| 13       | Atlético de San Luis "B"            | 32     | 22     | 1.455    | -2         |
| 14       | UAZ                                 | 32     | 22     | 1.455    | -3         |
| 15       | Deportivo Dongu                     | 32     | 24     | 1.333    | -19        |
| 16       | Zitácuaro                           | 31     | 24     | 1.292    | -11        |
| 17       | Tecos                               | 25     | 22     | 1.136    | -6         |
| 18       | Mazorqueros                         | 24     | 22     | 1.091    | -13        |
| 19       | Saltillo                            | 22     | 22     | 1.000    | -18        |
| 20       | Leones Negros "B"                   | 19     | 22     | 0.864    | -17        |
| 21       | Cuautla                             | 19     | 24     | 0.792    | -21        |
| 22       | Azores de Hidalgo / Inter Querétaro | 17     | 24     | 0.708    | -34        |
| 23       | Cimarrones "B"                      | 11     | 22     | 0.500    | -22        |
| 24       | Ciervos F.C.                        | 11     | 24     | 0.458    | -51        |
| 25       | Cañoneros Marina                    | 10     | 24     | 0.417    | -39        |

## Liguilla
|  | Cuartos de final                                 | Cuartos de final                                 | Cuartos de final                                 | Cuartos de final                                 | Cuartos de final                                 |   |   | Semifinales                          | Semifinales                          | Semifinales                          | Semifinales                          | Semifinales                          |  |   | Final                               | Final                               | Final                               | Final                               | Final                               |  |
|  | 17 y 18 de abril (ida) 23 y 24 de abril (vuelta) | 17 y 18 de abril (ida) 23 y 24 de abril (vuelta) | 17 y 18 de abril (ida) 23 y 24 de abril (vuelta) | 17 y 18 de abril (ida) 23 y 24 de abril (vuelta) | 17 y 18 de abril (ida) 23 y 24 de abril (vuelta) |   |   | 29 de abril (ida) 2 de mayo (vuelta) | 29 de abril (ida) 2 de mayo (vuelta) | 29 de abril (ida) 2 de mayo (vuelta) | 29 de abril (ida) 2 de mayo (vuelta) | 29 de abril (ida) 2 de mayo (vuelta) |  |   | 9 de mayo (ida) 16 de mayo (vuelta) | 9 de mayo (ida) 16 de mayo (vuelta) | 9 de mayo (ida) 16 de mayo (vuelta) | 9 de mayo (ida) 16 de mayo (vuelta) | 9 de mayo (ida) 16 de mayo (vuelta) |  |
|  |                                                  |                                                  |                                                  |                                                  |                                                  |   |   |                                      |                                      |                                      |                                      |                                      |  |   |                                     |                                     |                                     |                                     |                                     |  |
|  |                                                  |                                                  |                                                  |                                                  |                                                  |   |   |                                      |                                      |                                      |                                      |                                      |  |   |                                     |                                     |                                     |                                     |                                     |  |
|  | 1                                                | Cruz Azul Hidalgo                                | 0                                                | 1                                                | 1                                                |   |   |                                      |                                      |                                      |                                      |                                      |  |   |                                     |                                     |                                     |                                     |                                     |  |
|  | 1                                                | Cruz Azul Hidalgo                                | 0                                                | 1                                                | 1                                                |   |   |                                      |                                      |                                      |                                      |                                      |  |   |                                     |                                     |                                     |                                     |                                     |  |
|  | 8                                                | Gavilanes                                        | 0                                                | 0                                                | 0                                                |   |   |                                      |                                      |                                      |                                      |                                      |  |   |                                     |                                     |                                     |                                     |                                     |  |
|  | 8                                                | Gavilanes                                        | 0                                                | 0                                                | 0                                                |   | 1 | Cruz Azul Hidalgo (*)                | 1                                    | 1                                    | 2                                    |                                      |  |   |                                     |                                     |                                     |                                     |                                     |  |
|  |                                                  |                                                  |                                                  |                                                  |                                                  |   | 1 | Cruz Azul Hidalgo (*)                | 1                                    | 1                                    | 2                                    |                                      |  |   |                                     |                                     |                                     |                                     |                                     |  |
|  |                                                  |                                                  | 4                                                | Durango                                          | 1                                                | 1 | 2 |                                      |                                      |                                      |                                      |                                      |  |   |                                     |                                     |                                     |                                     |                                     |  |
|  | 4                                                | Durango (*)                                      | 4                                                | Durango                                          | 1                                                | 1 | 2 | 0                                    | 0                                    | 0                                    |                                      |                                      |  |   |                                     |                                     |                                     |                                     |                                     |  |
|  | 4                                                | Durango (*)                                      |                                                  |                                                  |                                                  |   |   |                                      |                                      | 0                                    |                                      |                                      |  |   |                                     |                                     |                                     |                                     |                                     |  |
|  | 5                                                | Cafetaleros de Chiapas                           | 0                                                | 0                                                | 0                                                |   |   |                                      |                                      |                                      |                                      |                                      |  |   |                                     |                                     |                                     |                                     |                                     |  |
|  | 5                                                | Cafetaleros de Chiapas                           | 0                                                | 0                                                | 0                                                |   |   |                                      |                                      |                                      |                                      |                                      |  | 1 | Cruz Azul Hidalgo                   | 0                                   | 1                                   | 1                                   |                                     |  |
|  |                                                  |                                                  |                                                  |                                                  |                                                  |   |   |                                      |                                      |                                      |                                      |                                      |  | 1 | Cruz Azul Hidalgo                   | 0                                   | 1                                   | 1                                   |                                     |  |
|  |                                                  |                                                  | 3                                                | Irapuato                                         | 2                                                | 1 | 3 |                                      |                                      |                                      |                                      |                                      |  |   |                                     |                                     |                                     |                                     |                                     |  |
|  | 2                                                | Inter Playa (*)                                  | 3                                                | Irapuato                                         | 2                                                | 1 | 3 | 2                                    | 1                                    | 3                                    |                                      |                                      |  |   |                                     |                                     |                                     |                                     |                                     |  |
|  | 2                                                | Inter Playa (*)                                  |                                                  |                                                  |                                                  |   |   |                                      |                                      | 3                                    |                                      |                                      |  |   |                                     |                                     |                                     |                                     |                                     |  |
|  | 7                                                | Colima F.C.                                      | 2                                                | 1                                                | 3                                                |   |   |                                      |                                      |                                      |                                      |                                      |  |   |                                     |                                     |                                     |                                     |                                     |  |
|  | 7                                                | Colima F.C.                                      | 2                                                | 1                                                | 3                                                |   | 2 | Inter Playa                          | 0                                    | 1                                    | 1                                    |                                      |  |   |                                     |                                     |                                     |                                     |                                     |  |
|  |                                                  |                                                  |                                                  |                                                  |                                                  |   | 2 | Inter Playa                          | 0                                    | 1                                    | 1                                    |                                      |  |   |                                     |                                     |                                     |                                     |                                     |  |
|  |                                                  |                                                  | 3                                                | Irapuato                                         | 0                                                | 2 | 2 |                                      |                                      |                                      |                                      |                                      |  |   |                                     |                                     |                                     |                                     |                                     |  |
|  | 3                                                | Irapuato                                         | 3                                                | Irapuato                                         | 0                                                | 2 | 2 | 1                                    | 4                                    | 5                                    |                                      |                                      |  |   |                                     |                                     |                                     |                                     |                                     |  |
|  | 3                                                | Irapuato                                         |                                                  |                                                  |                                                  |   |   |                                      |                                      | 5                                    |                                      |                                      |  |   |                                     |                                     |                                     |                                     |                                     |  |
|  | 6                                                | La Piedad                                        | 1                                                | 1                                                | 2                                                |   |   |                                      |                                      |                                      |                                      |                                      |  |   |                                     |                                     |                                     |                                     |                                     |  |
|  | 6                                                | La Piedad                                        | 1                                                | 1                                                | 2                                                |   |   |                                      |                                      |                                      |                                      |                                      |  |   |                                     |                                     |                                     |                                     |                                     |  |
|  |                                                  |                                                  |                                                  |                                                  |                                                  |   |   |                                      |                                      |                                      |                                      |                                      |  |   |                                     |                                     |                                     |                                     |                                     |  |

(*) Indica que el equipo avanzó de fase por su mejor posición en la tabla general

### Cuartos de final
| 17 de abril de 2021, 17:00 (UTC -5) | Gavilanes | 0:0     | Cruz Azul Hidalgo | Estadio El Hogar, Matamoros                                             |                                                                         |
|                                     |           | Reporte |                   | Asistencia: 1 600 espectadores Árbitro(s): Miguel Ángel Morales Sánchez | Asistencia: 1 600 espectadores Árbitro(s): Miguel Ángel Morales Sánchez |

| 24 de abril de 2021, 16:00 (UTC -5)                | Cruz Azul Hidalgo | 1:0 (0:0) (Global 1:0) | Gavilanes | Estadio 10 de diciembre, Ciudad Cooperativa Cruz Azul                |                                                                      |
|                                                    | A. Sánchez 59'    | Reporte                |           | Asistencia: 0 espectadores Árbitro(s): José Roberto González Robledo | Asistencia: 0 espectadores Árbitro(s): José Roberto González Robledo |
| Cruz Azul Hidalgo avanzó a Semifinales. Global 1-0 |                   |                        |           |                                                                      |                                                                      |

| 17 de abril de 2021, 19:00 (UTC -5) | Colima F.C.                     | 2:2 (1:1) | Inter Playa                     | Estadio Olímpico Universitario de Colima, Colima                           |                                                                            |
|                                     | G. Madrid 32' · K. Chaurand 82' | Reporte   | 38' J. Calderón · 64' R. Suárez | Asistencia: 1 200 espectadores Árbitro(s): Ricardo Emmanuel Chávez Sánchez | Asistencia: 1 200 espectadores Árbitro(s): Ricardo Emmanuel Chávez Sánchez |

| 23 de abril de 2021, 16:00 (UTC -5)                                            | Inter Playa     | 1:1 (0:1) (Global 3:3) | Colima F.C.     | Estadio Mario Villanueva Madrid, Playa del Carmen                |                                                                  |
|                                                                                | J. Calderón 68' | Reporte                | 36' K. Chaurand | Asistencia: 800 espectadores Árbitro(s): Ramón Guerrero Martínez | Asistencia: 800 espectadores Árbitro(s): Ramón Guerrero Martínez |
| Inter Playa avanzó a Semifinales por su mejor posición en la tabla. Global 3-3 |                 |                        |                 |                                                                  |                                                                  |

| 18 de abril de 2021, 16:00 (UTC -5) | La Piedad       | 1:1 (0:1) | Irapuato      | Estadio Juan N. López, La Piedad                                   |                                                                    |
|                                     | D. González 86' | Reporte   | 21' A. García | Asistencia: 1 265 espectadores Árbitro(s): Eduardo González Flores | Asistencia: 1 265 espectadores Árbitro(s): Eduardo González Flores |

| 24 de abril de 2021, 19:00 (UTC -5)       | Irapuato                                                           | 4:1 (1:1) (Global 5:2) | La Piedad    | Estadio Sergio León Chávez, Irapuato                                        |                                                                             |
|                                           | A. González 34' · J. Hurtado 50' · M. Granados 67' · A. García 82' | Reporte                | 16' G. López | Asistencia: 7 000 espectadores Árbitro(s): Joaquín Alberto Vizcarra Armenta | Asistencia: 7 000 espectadores Árbitro(s): Joaquín Alberto Vizcarra Armenta |
| Irapuato avanzó a Semifinales. Global 5-2 |                                                                    |                        |              |                                                                             |                                                                             |

| 17 de abril de 2021, 16:00 (UTC -5) | Cafetaleros de Chiapas | 0:0     | Durango | Estadio Víctor Manuel Reyna, Tuxtla Gutiérrez                  |                                                                |
|                                     |                        | Reporte |         | Asistencia: 365 espectadores Árbitro(s): Rafael Bonilla Vargas | Asistencia: 365 espectadores Árbitro(s): Rafael Bonilla Vargas |

| 23 de abril de 2021, 20:30 (UTC -5)                                        | Durango | 0:0 (Global 0:0) | Cafetaleros de Chiapas | Estadio Francisco Zarco, Durango                                          |                                                                           |
|                                                                            |         | Reporte          |                        | Asistencia: 2 000 espectadores Árbitro(s): Mauricio Eleazar López Sánchez | Asistencia: 2 000 espectadores Árbitro(s): Mauricio Eleazar López Sánchez |
| Durango avanzó a Semifinales por su mejor posición en la tabla. Global 0-0 |         |                  |                        |                                                                           |                                                                           |

### Semifinales
| 29 de abril de 2021, 20:30 (UTC -5) | Durango       | 1:1 (1:1) | Cruz Azul Hidalgo | Estadio Francisco Zarco, Durango                                           |                                                                            |
|                                     | W. Guzmán 30' | Reporte   | 14' E. Bustos     | Asistencia: 2 000 espectadores Árbitro(s): Ricardo Emmanuel Chávez Sánchez | Asistencia: 2 000 espectadores Árbitro(s): Ricardo Emmanuel Chávez Sánchez |

| 2 de mayo de 2021, 16:00 (UTC -5)                                                 | Cruz Azul Hidalgo | 1:1 (1:1) (Global 2:2) | Durango      | Estadio 10 de diciembre, Ciudad Cooperativa Cruz Azul                   |                                                                         |
|                                                                                   | B. Martínez 17'   | Reporte                | 19' J. Osuna | Asistencia: 0 espectadores Árbitro(s): Joaquín Alberto Vizcarra Armenta | Asistencia: 0 espectadores Árbitro(s): Joaquín Alberto Vizcarra Armenta |
| Cruz Azul Hidalgo avanzó a la Final por su mejor posición en la tabla. Global 2-2 |                   |                        |              |                                                                         |                                                                         |

| 29 de abril de 2021, 20:00 (UTC -5) | Irapuato | 0:0     | Inter Playa | Estadio Sergio León Chávez, Irapuato                                    |                                                                         |
|                                     |          | Reporte |             | Asistencia: 7 000 espectadores Árbitro(s): Miguel Ángel Morales Sánchez | Asistencia: 7 000 espectadores Árbitro(s): Miguel Ángel Morales Sánchez |

| 2 de mayo de 2021, 16:00 (UTC -5)      | Inter Playa   | 1:2 (1:1) (Global 1:2) | Irapuato                          | Estadio Mario Villanueva Madrid, Playa del Carmen                        |                                                                          |
|                                        | E. García 36' | Reporte                | 6' O. González · 90+1' J. Hurtado | Asistencia: 1 600 espectadores Árbitro(s): José Roberto González Robledo | Asistencia: 1 600 espectadores Árbitro(s): José Roberto González Robledo |
| Irapuato avanzó a la Final. Global 1-2 |               |                        |                                   |                                                                          |                                                                          |

### Final
| 9 de mayo de 2021, 19:30 (UTC -5) | Irapuato                          | 2:0 (0:0) | Cruz Azul Hidalgo | Estadio Sergio León Chávez, Irapuato                                         |                                                                              |
|                                   | A. González 56' · M. Granados 66' | Reporte   |                   | Asistencia: 11 992 espectadores Árbitro(s): Joaquín Alberto Vizcarra Armenta | Asistencia: 11 992 espectadores Árbitro(s): Joaquín Alberto Vizcarra Armenta |

| 16 de mayo de 2021, 12:00 (UTC -5)                     | Cruz Azul Hidalgo | 1:1 (1:0) (Global 1:3) | Irapuato        | Estadio de la Ciudad de los Deportes, Ciudad de México               |                                                                      |
|                                                        | E. Cedillo 31'    | Reporte                | 65' A. González | Asistencia: 0 espectadores Árbitro(s): José Roberto González Robledo | Asistencia: 0 espectadores Árbitro(s): José Roberto González Robledo |
| Irapuato campeón de la Temporada 2020-2021. Global 1-3 |                   |                        |                 |                                                                      |                                                                      |

#### Final - Ida
| 11    | POR   | Héctor Lomelí             |     |
| 34    | DEF   | Gabriel Báez              |     |
| 3     | DEF   | Emmanuel Rivera           |     |
| 7     | DEF   | César Ibáñez              |     |
| 33    | MED   | Luis Tosca                |     |
| 26    | MED   | Omar González             | 78' |
| 37    | MED   | Jaidivert Hurtado         |     |
| 17    | MED   | Pablo Domínguez           | 73' |
| 28    | DEL   | Alberto García            |     |
| 10    | DEL   | Armando González          | 68' |
| 9     | DEL   | Marco Granados            |     |
| D. T. | D. T. | Horacio Moreno (auxiliar) |     |

| 83    | POR   | Alejandro Peláez |     |
| 85    | DEF   | Jesús López      | 63' |
| 185   | DEF   | Raymundo Rubio   |     |
| 84    | DEF   | Juan Cruz        | 63' |
| 86    | DEF   | Eduardo Cedillo  |     |
| 90    | DEF   | Antonio Sánchez  |     |
| 102   | MED   | José Guillén     | 89' |
| 98    | MED   | Víctor Zúñiga    |     |
| 100   | MED   | Kevyn Montaño    |     |
| 99    | DEL   | Erick Bustos     | 81' |
| 101   | DEL   | Brian Martínez   |     |
| D. T. | D. T. | Joaquín Moreno   |     |

| 4  | Defensa        | César Landa     | 68' |
| 23 | Centrocampista | Noé Sánchez     | 73' |
| 35 | Centrocampista | Diego Rodríguez | 78' |

| 88  | Defensa        | Jesús López    | 63' |
| 97  | Centrocampista | Ángel Orelien  | 63' |
| 108 | Delantero      | Arturo Sánchez | 81' |
| 91  | Centrocampista | Carlos Campos  | 89' |

| 56' · 66' | Armando González Marco Granados | 1:0 2:0 |

| 28' · 62' | Armando González Jaidivert Hurtado |

| 58' · 68' | Raymundo Rubio José Guillén |

| Principal  | Joaquín Alberto Vizcarra Armenta |
| Asistentes | Jesús Aarón Gómez Ruíz           |
|            | José Adolfo Robles Rodríguez     |
| Cuarto     | Ricardo Emmanuel Chávez Sánchez  |

| Alineación inicial |

| 11    | POR   | Héctor Lomelí             |     |
| 34    | DEF   | Gabriel Báez              |     |
| 3     | DEF   | Emmanuel Rivera           |     |
| 7     | DEF   | César Ibáñez              |     |
| 33    | MED   | Luis Tosca                |     |
| 26    | MED   | Omar González             | 78' |
| 37    | MED   | Jaidivert Hurtado         |     |
| 17    | MED   | Pablo Domínguez           | 73' |
| 28    | DEL   | Alberto García            |     |
| 10    | DEL   | Armando González          | 68' |
| 9     | DEL   | Marco Granados            |     |
| D. T. | D. T. | Horacio Moreno (auxiliar) |     |

| 83    | POR   | Alejandro Peláez |     |
| 85    | DEF   | Jesús López      | 63' |
| 185   | DEF   | Raymundo Rubio   |     |
| 84    | DEF   | Juan Cruz        | 63' |
| 86    | DEF   | Eduardo Cedillo  |     |
| 90    | DEF   | Antonio Sánchez  |     |
| 102   | MED   | José Guillén     | 89' |
| 98    | MED   | Víctor Zúñiga    |     |
| 100   | MED   | Kevyn Montaño    |     |
| 99    | DEL   | Erick Bustos     | 81' |
| 101   | DEL   | Brian Martínez   |     |
| D. T. | D. T. | Joaquín Moreno   |     |

| 4  | Defensa        | César Landa     | 68' |
| 23 | Centrocampista | Noé Sánchez     | 73' |
| 35 | Centrocampista | Diego Rodríguez | 78' |

| 88  | Defensa        | Jesús López    | 63' |
| 97  | Centrocampista | Ángel Orelien  | 63' |
| 108 | Delantero      | Arturo Sánchez | 81' |
| 91  | Centrocampista | Carlos Campos  | 89' |

| 56' · 66' | Armando González Marco Granados | 1:0 2:0 |

| 28' · 62' | Armando González Jaidivert Hurtado |

| 58' · 68' | Raymundo Rubio José Guillén |

| Principal  | Joaquín Alberto Vizcarra Armenta |
| Asistentes | Jesús Aarón Gómez Ruíz           |
|            | José Adolfo Robles Rodríguez     |
| Cuarto     | Ricardo Emmanuel Chávez Sánchez  |

| Alineación inicial |

| 11    | POR   | Héctor Lomelí             |     |
| 34    | DEF   | Gabriel Báez              |     |
| 3     | DEF   | Emmanuel Rivera           |     |
| 7     | DEF   | César Ibáñez              |     |
| 33    | MED   | Luis Tosca                |     |
| 26    | MED   | Omar González             | 78' |
| 37    | MED   | Jaidivert Hurtado         |     |
| 17    | MED   | Pablo Domínguez           | 73' |
| 28    | DEL   | Alberto García            |     |
| 10    | DEL   | Armando González          | 68' |
| 9     | DEL   | Marco Granados            |     |
| D. T. | D. T. | Horacio Moreno (auxiliar) |     |

| 83    | POR   | Alejandro Peláez |     |
| 85    | DEF   | Jesús López      | 63' |
| 185   | DEF   | Raymundo Rubio   |     |
| 84    | DEF   | Juan Cruz        | 63' |
| 86    | DEF   | Eduardo Cedillo  |     |
| 90    | DEF   | Antonio Sánchez  |     |
| 102   | MED   | José Guillén     | 89' |
| 98    | MED   | Víctor Zúñiga    |     |
| 100   | MED   | Kevyn Montaño    |     |
| 99    | DEL   | Erick Bustos     | 81' |
| 101   | DEL   | Brian Martínez   |     |
| D. T. | D. T. | Joaquín Moreno   |     |

| 4  | Defensa        | César Landa     | 68' |
| 23 | Centrocampista | Noé Sánchez     | 73' |
| 35 | Centrocampista | Diego Rodríguez | 78' |

| 88  | Defensa        | Jesús López    | 63' |
| 97  | Centrocampista | Ángel Orelien  | 63' |
| 108 | Delantero      | Arturo Sánchez | 81' |
| 91  | Centrocampista | Carlos Campos  | 89' |

| 56' · 66' | Armando González Marco Granados | 1:0 2:0 |

| 28' · 62' | Armando González Jaidivert Hurtado |

| 58' · 68' | Raymundo Rubio José Guillén |

| Principal  | Joaquín Alberto Vizcarra Armenta |
| Asistentes | Jesús Aarón Gómez Ruíz           |
|            | José Adolfo Robles Rodríguez     |
| Cuarto     | Ricardo Emmanuel Chávez Sánchez  |

| Alineación inicial |

| 11    | POR   | Héctor Lomelí             |     |
| 34    | DEF   | Gabriel Báez              |     |
| 3     | DEF   | Emmanuel Rivera           |     |
| 7     | DEF   | César Ibáñez              |     |
| 33    | MED   | Luis Tosca                |     |
| 26    | MED   | Omar González             | 78' |
| 37    | MED   | Jaidivert Hurtado         |     |
| 17    | MED   | Pablo Domínguez           | 73' |
| 28    | DEL   | Alberto García            |     |
| 10    | DEL   | Armando González          | 68' |
| 9     | DEL   | Marco Granados            |     |
| D. T. | D. T. | Horacio Moreno (auxiliar) |     |

| 83    | POR   | Alejandro Peláez |     |
| 85    | DEF   | Jesús López      | 63' |
| 185   | DEF   | Raymundo Rubio   |     |
| 84    | DEF   | Juan Cruz        | 63' |
| 86    | DEF   | Eduardo Cedillo  |     |
| 90    | DEF   | Antonio Sánchez  |     |
| 102   | MED   | José Guillén     | 89' |
| 98    | MED   | Víctor Zúñiga    |     |
| 100   | MED   | Kevyn Montaño    |     |
| 99    | DEL   | Erick Bustos     | 81' |
| 101   | DEL   | Brian Martínez   |     |
| D. T. | D. T. | Joaquín Moreno   |     |

| 4  | Defensa        | César Landa     | 68' |
| 23 | Centrocampista | Noé Sánchez     | 73' |
| 35 | Centrocampista | Diego Rodríguez | 78' |

| 88  | Defensa        | Jesús López    | 63' |
| 97  | Centrocampista | Ángel Orelien  | 63' |
| 108 | Delantero      | Arturo Sánchez | 81' |
| 91  | Centrocampista | Carlos Campos  | 89' |

| 56' · 66' | Armando González Marco Granados | 1:0 2:0 |

| 28' · 62' | Armando González Jaidivert Hurtado |

| 58' · 68' | Raymundo Rubio José Guillén |

| Principal  | Joaquín Alberto Vizcarra Armenta |
| Asistentes | Jesús Aarón Gómez Ruíz           |
|            | José Adolfo Robles Rodríguez     |
| Cuarto     | Ricardo Emmanuel Chávez Sánchez  |

| Alineación inicial |

#### Final - Vuelta
| 83    | POR   | Alejandro Peláez |     |
| 88    | DEF   | José Lozada      | 71' |
| 185   | DEF   | Raymundo Rubio   |     |
| 86    | DEF   | Eduardo Cedillo  | 71' |
| 90    | DEF   | Antonio Sánchez  |     |
| 102   | MED   | José Guillén     | 71' |
| 97    | MED   | Ángel Orelien    |     |
| 98    | MED   | Víctor Zúñiga    | 84' |
| 100   | MED   | Kevyn Montaño    |     |
| 99    | DEL   | Erick Bustos     | 62' |
| 101   | DEL   | Brian Martínez   |     |
| D. T. | D. T. | Joaquín Moreno   |     |

| 11    | POR   | Héctor Lomelí             |     |
| 33    | DEF   | Luis Tosca                |     |
| 3     | DEF   | Emmanuel Rivera           | 6'  |
| 34    | DEF   | Gabriel Báez              |     |
| 7     | DEF   | César Ibáñez              |     |
| 37    | MED   | Jaidivert Hurtado         |     |
| 26    | MED   | Omar González             | 71' |
| 28    | MED   | Alberto García            |     |
| 17    | MED   | Pablo Domínguez           |     |
| 10    | DEL   | Armando González          | 84' |
| 9     | DEL   | Marco Granados            | 71' |
| D. T. | D. T. | Horacio Moreno (auxiliar) |     |

| 108 | Delantero      | Arturo Sánchez  | 62' |
| 84  | Defensa        | Juan Cruz       | 71' |
| 92  | Delantero      | José Espinoza   | 71' |
| 91  | Centrocampista | Carlos Campos   | 71' |
| 94  | Centrocampista | Héctor González | 84' |

| 23 | Centrocampista | Noé Sánchez     | 6'  |
| 35 | Defensa        | Diego Rodríguez | 71' |
| 4  | Centrocampista | César Landa     | 71' |
| 15 | Centrocampista | Mario Sánchez   | 84' |

| 31' | Eduardo Cedillo | 1:0 |

| 65' | Armando González | 1:1 |

| 67' · 90' | Arturo Sánchez Kevyn Montaño |

| 51' · 81' · 82' · 90' | Gabriel Báez Héctor Lomelí Noé Sánchez César Landa |

| Principal  | José Roberto González Robledo |
| Asistentes | César Eduardo Doroteo Chua    |
|            | Raúl Picazo Spinola           |
| Cuarto     | Miguel Ángel Morales Sánchez  |

| Alineación inicial |

| 83    | POR   | Alejandro Peláez |     |
| 88    | DEF   | José Lozada      | 71' |
| 185   | DEF   | Raymundo Rubio   |     |
| 86    | DEF   | Eduardo Cedillo  | 71' |
| 90    | DEF   | Antonio Sánchez  |     |
| 102   | MED   | José Guillén     | 71' |
| 97    | MED   | Ángel Orelien    |     |
| 98    | MED   | Víctor Zúñiga    | 84' |
| 100   | MED   | Kevyn Montaño    |     |
| 99    | DEL   | Erick Bustos     | 62' |
| 101   | DEL   | Brian Martínez   |     |
| D. T. | D. T. | Joaquín Moreno   |     |

| 11    | POR   | Héctor Lomelí             |     |
| 33    | DEF   | Luis Tosca                |     |
| 3     | DEF   | Emmanuel Rivera           | 6'  |
| 34    | DEF   | Gabriel Báez              |     |
| 7     | DEF   | César Ibáñez              |     |
| 37    | MED   | Jaidivert Hurtado         |     |
| 26    | MED   | Omar González             | 71' |
| 28    | MED   | Alberto García            |     |
| 17    | MED   | Pablo Domínguez           |     |
| 10    | DEL   | Armando González          | 84' |
| 9     | DEL   | Marco Granados            | 71' |
| D. T. | D. T. | Horacio Moreno (auxiliar) |     |

| 108 | Delantero      | Arturo Sánchez  | 62' |
| 84  | Defensa        | Juan Cruz       | 71' |
| 92  | Delantero      | José Espinoza   | 71' |
| 91  | Centrocampista | Carlos Campos   | 71' |
| 94  | Centrocampista | Héctor González | 84' |

| 23 | Centrocampista | Noé Sánchez     | 6'  |
| 35 | Defensa        | Diego Rodríguez | 71' |
| 4  | Centrocampista | César Landa     | 71' |
| 15 | Centrocampista | Mario Sánchez   | 84' |

| 31' | Eduardo Cedillo | 1:0 |

| 65' | Armando González | 1:1 |

| 67' · 90' | Arturo Sánchez Kevyn Montaño |

| 51' · 81' · 82' · 90' | Gabriel Báez Héctor Lomelí Noé Sánchez César Landa |

| Principal  | José Roberto González Robledo |
| Asistentes | César Eduardo Doroteo Chua    |
|            | Raúl Picazo Spinola           |
| Cuarto     | Miguel Ángel Morales Sánchez  |

| Alineación inicial |

| 83    | POR   | Alejandro Peláez |     |
| 88    | DEF   | José Lozada      | 71' |
| 185   | DEF   | Raymundo Rubio   |     |
| 86    | DEF   | Eduardo Cedillo  | 71' |
| 90    | DEF   | Antonio Sánchez  |     |
| 102   | MED   | José Guillén     | 71' |
| 97    | MED   | Ángel Orelien    |     |
| 98    | MED   | Víctor Zúñiga    | 84' |
| 100   | MED   | Kevyn Montaño    |     |
| 99    | DEL   | Erick Bustos     | 62' |
| 101   | DEL   | Brian Martínez   |     |
| D. T. | D. T. | Joaquín Moreno   |     |

| 11    | POR   | Héctor Lomelí             |     |
| 33    | DEF   | Luis Tosca                |     |
| 3     | DEF   | Emmanuel Rivera           | 6'  |
| 34    | DEF   | Gabriel Báez              |     |
| 7     | DEF   | César Ibáñez              |     |
| 37    | MED   | Jaidivert Hurtado         |     |
| 26    | MED   | Omar González             | 71' |
| 28    | MED   | Alberto García            |     |
| 17    | MED   | Pablo Domínguez           |     |
| 10    | DEL   | Armando González          | 84' |
| 9     | DEL   | Marco Granados            | 71' |
| D. T. | D. T. | Horacio Moreno (auxiliar) |     |

| 108 | Delantero      | Arturo Sánchez  | 62' |
| 84  | Defensa        | Juan Cruz       | 71' |
| 92  | Delantero      | José Espinoza   | 71' |
| 91  | Centrocampista | Carlos Campos   | 71' |
| 94  | Centrocampista | Héctor González | 84' |

| 23 | Centrocampista | Noé Sánchez     | 6'  |
| 35 | Defensa        | Diego Rodríguez | 71' |
| 4  | Centrocampista | César Landa     | 71' |
| 15 | Centrocampista | Mario Sánchez   | 84' |

| 31' | Eduardo Cedillo | 1:0 |

| 65' | Armando González | 1:1 |

| 67' · 90' | Arturo Sánchez Kevyn Montaño |

| 51' · 81' · 82' · 90' | Gabriel Báez Héctor Lomelí Noé Sánchez César Landa |

| Principal  | José Roberto González Robledo |
| Asistentes | César Eduardo Doroteo Chua    |
|            | Raúl Picazo Spinola           |
| Cuarto     | Miguel Ángel Morales Sánchez  |

| Alineación inicial |

| 83    | POR   | Alejandro Peláez |     |
| 88    | DEF   | José Lozada      | 71' |
| 185   | DEF   | Raymundo Rubio   |     |
| 86    | DEF   | Eduardo Cedillo  | 71' |
| 90    | DEF   | Antonio Sánchez  |     |
| 102   | MED   | José Guillén     | 71' |
| 97    | MED   | Ángel Orelien    |     |
| 98    | MED   | Víctor Zúñiga    | 84' |
| 100   | MED   | Kevyn Montaño    |     |
| 99    | DEL   | Erick Bustos     | 62' |
| 101   | DEL   | Brian Martínez   |     |
| D. T. | D. T. | Joaquín Moreno   |     |

| 11    | POR   | Héctor Lomelí             |     |
| 33    | DEF   | Luis Tosca                |     |
| 3     | DEF   | Emmanuel Rivera           | 6'  |
| 34    | DEF   | Gabriel Báez              |     |
| 7     | DEF   | César Ibáñez              |     |
| 37    | MED   | Jaidivert Hurtado         |     |
| 26    | MED   | Omar González             | 71' |
| 28    | MED   | Alberto García            |     |
| 17    | MED   | Pablo Domínguez           |     |
| 10    | DEL   | Armando González          | 84' |
| 9     | DEL   | Marco Granados            | 71' |
| D. T. | D. T. | Horacio Moreno (auxiliar) |     |

| 108 | Delantero      | Arturo Sánchez  | 62' |
| 84  | Defensa        | Juan Cruz       | 71' |
| 92  | Delantero      | José Espinoza   | 71' |
| 91  | Centrocampista | Carlos Campos   | 71' |
| 94  | Centrocampista | Héctor González | 84' |

| 23 | Centrocampista | Noé Sánchez     | 6'  |
| 35 | Defensa        | Diego Rodríguez | 71' |
| 4  | Centrocampista | César Landa     | 71' |
| 15 | Centrocampista | Mario Sánchez   | 84' |

| 31' | Eduardo Cedillo | 1:0 |

| 65' | Armando González | 1:1 |

| 67' · 90' | Arturo Sánchez Kevyn Montaño |

| 51' · 81' · 82' · 90' | Gabriel Báez Héctor Lomelí Noé Sánchez César Landa |

| Principal  | José Roberto González Robledo |
| Asistentes | César Eduardo Doroteo Chua    |
|            | Raúl Picazo Spinola           |
| Cuarto     | Miguel Ángel Morales Sánchez  |

| Alineación inicial |

| Campeón Temporada 2020-21 |
| ------------------------- |
|                           |
| Irapuato                  |
| 3° Título                 |

## Máximos Goleadores
- Datos según la página oficial de la competición.

 Fecha de actualización: 11 de abril de 2021
| Pos. | Jugador            | Equipo                 | Goles | Minutos | Frec.       |
| ---- | ------------------ | ---------------------- | ----- | ------- | ----------- |
| 1º   | Daniel Delgadillo  | Cafetaleros de Chiapas | 22    | 2160    | 98.18 min.  |
| 2º   | Marco Granados     | Irapuato               | 20    | 2007    | 100.35 min. |
| 3º   | Brandon Rosas      | Pioneros de Cancún     | 17    | 2027    | 119.24 min. |
| 4º   | Brian Martínez     | Cruz Azul Hidalgo      | 16    | 1508    | 94.25 min.  |
| 5º   | Luis Miguel Franco | La Piedad              | 15    | 1891    | 126.07 min. |
| 6º   | William Guzmán     | Durango                | 12    | 1876    | 156.33 min. |
| =    | Alberto García     | Irapuato               | 12    | 2049    | 170.75 min. |
| 8º   | Luis Cruz          | Colima                 | 11    | 1682    | 152.91 min. |
| =    | Raúl Suárez        | Inter Playa            | 11    | 1829    | 166.27 min. |
| 10º  | Diego González     | La Piedad              | 9     | 1698    | 188.67 min. |
| =    | Erick Bustos       | Cruz Azul Hidalgo      | 9     | 1887    | 209.67 min. |
| =    | Juan Carlos Peña   | Aguacateros CDU        | 9     | 857     | 95.22 min.  |